# Едуар Мане
Едуа́р (Едуард) Мане́ (фр. Édouard Manet; 23 січня 1832, Париж — 30 квітня 1883, Париж) — французький художник-імпресіоніст. Був одним із перших художників XIX століття, що зобразив сучасне життя, й ключовою фігурою на шляху переходу від реалізму до імпресіонізму.
Ранні роботи «Сніданок на траві» та «Олімпія» створені у 1863 році знаменують початок модерного мистецтва у Європі. Публічна кар'єра Едуарда Мане тривала з 1861 року, в рік його першої участі у паризькому салоні, до смерті в 1883 році. Художник створив протягом життя 430 олійних картин, 89 пастелей і більше 400 робіт на папері. Роботи Едуарда Мане значно вплинули на творчість художників того часу Гюстава Курбе, Клода Моне, Едґара Деґа, Поля Сезанна й Каміля Піссарро.

## Життєпис

Мадам Мане (Сюзанна Леєнхоф) на блакитному дивані, Лувр, Париж

Огюст та Ежен Мане, батьки художника, Мане, 1860, музей д'Орсе, Париж

Народився в Парижі 23 січня 1832 року. Його мати була похресницею шведського принца Карла XIV Юхана, батько, Огюст Мане, був французьким суддею. Але батькам Мане не була притаманна пихатість, яку демонстрували паризькі багатії. У 1860 році син написав їх портрет, що став шедевром раннього періоду його творчості. Майже все життя прожив у Парижі, де в 1850–56 роках вчився в школі мистецтв пана Т. Кутюра (T. Couture).
Вже в перших своїх творах виступив проти офіційного мистецтва, так званого академізму, протиставляючи йому зображення реальної дійсності, простих повсякденних явищ навколишнього життя, зокрема паризького повсякдення. В багатьох своїх творах був предтечею імпресіонізму.
Полотна: «Кафе» (1877), «Бар „Фолі-Бержер“» (1881–82), низка портретів. Найвідоміші картини: «Лола з Валенсії», «Сніданок на траві» (1863), «Олімпія» (1863), «Флейтист» (1866), «Вокзал Сен Лазар».
Твори зберігаються в Луврі, Музеї д'Орсе в Парижі, а також в Інституті Курто в Лондоні.

## Іспанія й іспанські впливи
Середина ХІХ століття пройшла в Парижі під потужним впливом моди на іспанське. Цьому сприяло декілька факторів. Ще війська Наполеона І Бонапарта пограбували і вивезли у Францію значну кількість картин іспанських майстрів. Тому розпродаж збірки іспанського живопису маршала Сульта збагатив пізніше великі збірки інших країн від Угорщини до Російської імперії.
Моду на іспанських художників підтримував і короткочасний монарх так званої Другої французької імперії, що був одружений з іспанською принцесою та мав картини іспанців в палацовій колекції. Тоді Париж і сам Мане відкрили для себе творчість Веласкеса й інших іспанських майстрів (Сурбарана, Мурільйо, Алонсо Кано).
Веласкес художньо полонив Едуара, і той копіював його твори. В квітні 1859 р. Мане створив картину «П'яниця» («Прихильник абсента»). Вона проста за мотивом, але тематично була навіяна впливами портретів давньогрецьких філософів і літераторів, які створив Дієго Веласкес («Портрет Меніппа», байкар «Езоп»). Ще з доби Лукіана з Самосу (ІІ ст. нашої ери) і його книги «Ярмарок життєписів» з'явилась традиція подавати грецьких філософів як жебраків і представників найнижчих веств населення. Лукіан з Самосу був за переконаннями найближче до світогляду іспанця Хосе де Рібери, тому у серії «Філософи» митець подав уславлених велетнів духу як жебраків і рабів, мало потрібних суворій реальності. Подібний образ забажав створити і Едуар Мане, але спрямував його на зображення маргінала. Картину Мане «Прихильник абсенту» не прийняли в Паризький Салон 1859 р. Переваги полотна визнав лише один член журі, ним був Ежен Делакруа, але його відгук проігнорували. Мане втратив можливість виставити власний твір в Салоні і (як наслідок) не заробив ні грошей, ні популярності. Не визнавали за великого митця минулого і Дієго Велескеса, його слава прийде пізніше. Едуар Мане і в цьому випередив смаки пересічного оточення, підтримуючи авторитет мало визнаного тоді іспанця-художника.
Декілька робіт Мане присвятив іспанцям, яких зустрів в Парижі, а декілька його картин постановницько-іспанські. Він перевдягав моделей в іспанські костюми і малював дещо фантазійно на іспанську тему («Вікторина Меран в костюмі еспади», 1862, «Молодик в костюмі махо», 1863). Справжнім шедевром цього періоду стала картина «Лола з Валенсії».

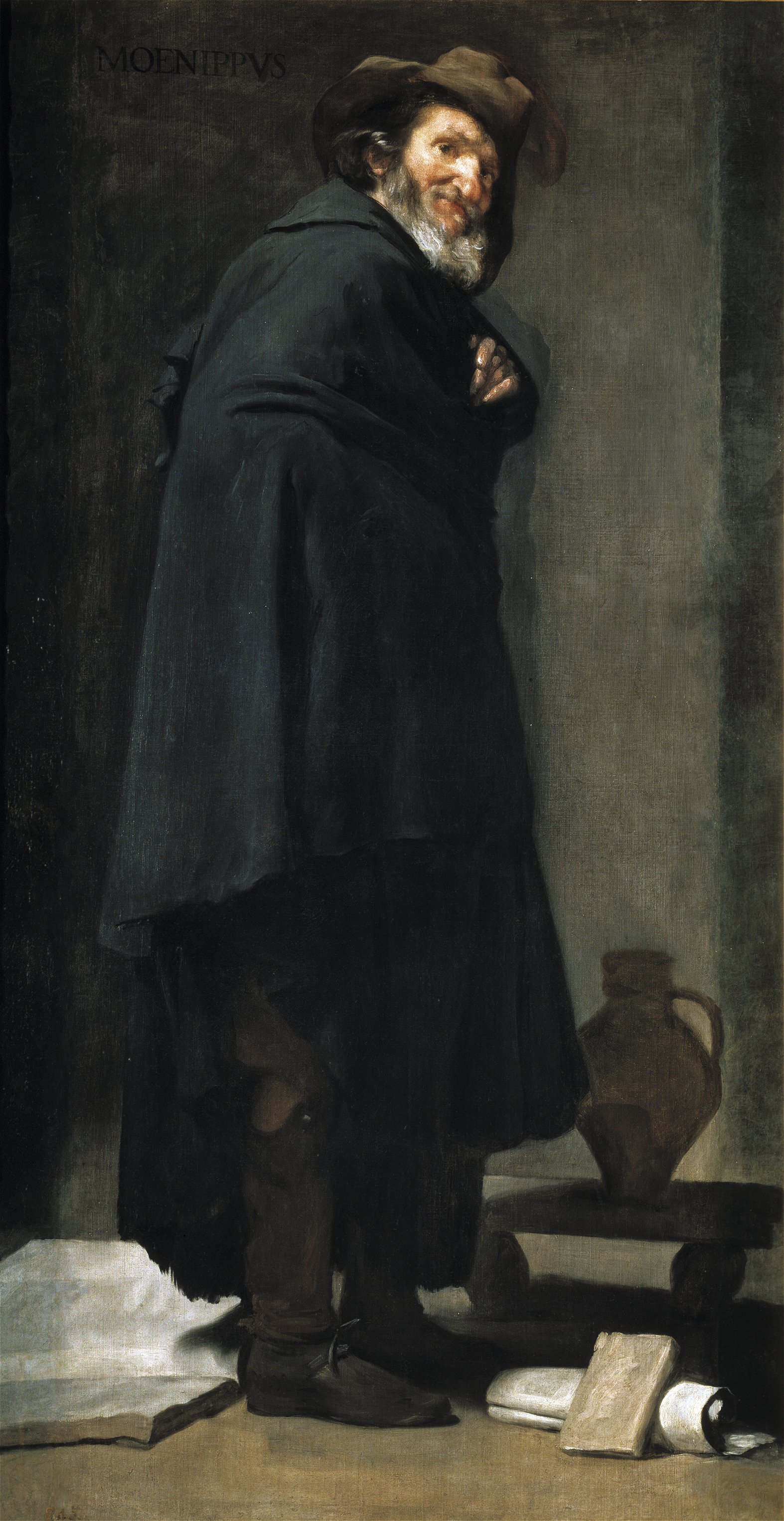
Дієго Веласкес. «Філософ Меніпп»
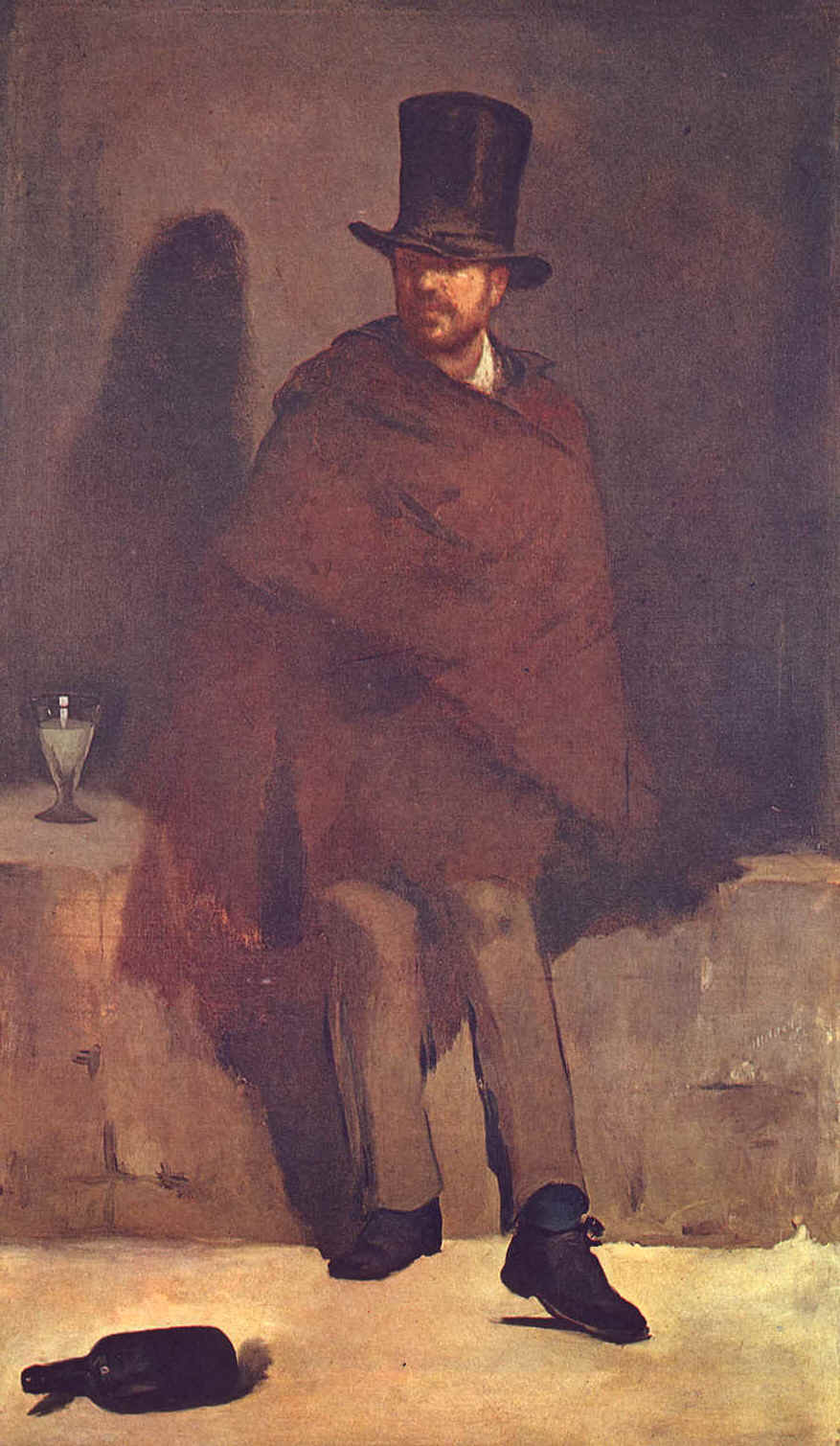
Е. Мане. «П'яниця» («Прихильник абсенту»), 1859, Нова гліптотека Карлсберга, Копенгаген
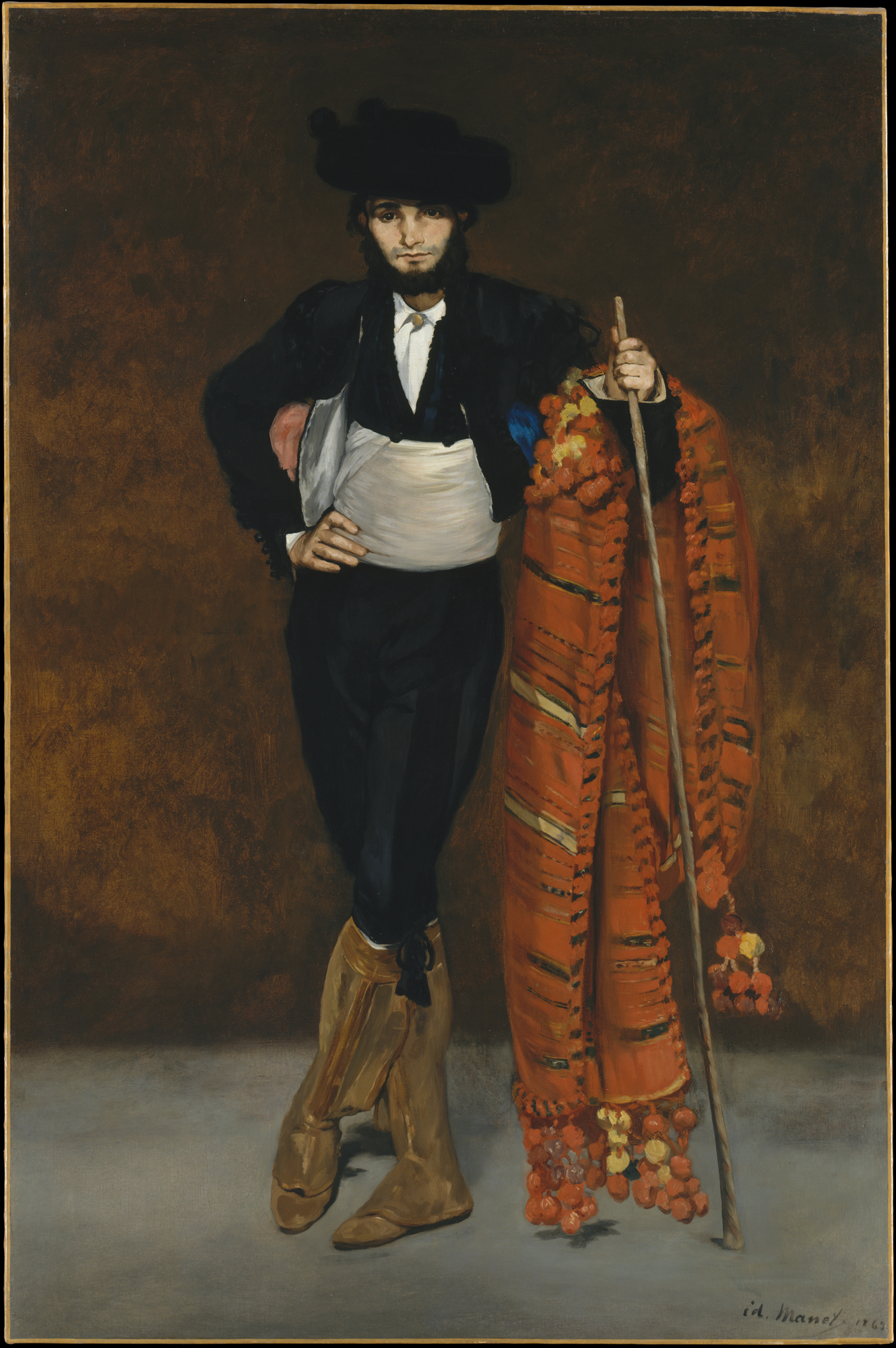
Е. Мане. «Молодик в костюмі махо», 1863, Музей мистецтва Метрополітен, Нью-Йорк

## Танцівниця з Валенсії

Лола з Валенсії. Музей д'Орсе, Париж

Невдоволення сучасниками, сучасним обмеженим і дріб'язковим суспільством вщухало, коли Мане стикався зі світом іспанців, іспанського мистецтва. Різкий контраст іспанської музики, палких і пристрасних танців, манер, іспанського одягу з одягом парижан, їх посередніми смаками і жалюгідними бажаннями, привели художника до ідеалізації Іспанії у своїй творчості. Адже ще у період війни Наполеона І з Іспанією хтось влучно зауважив, що тогочасний іспанський уряд мертвий, а іспанський народ бурхливо живий. Бурхливе життя іспанців і помітив художник в Лолі з Валенсії.
Коротенька і товста Лола заробляла танцями. Мане подав її у повний зріст на тлі театральних лаштунків. Навіть умовний одяг Лоли сприймався правдивим і щирим. Мане малював цей одяг старанно, делікатно виписував кожен візерунок шалі, золотої прикраси на руці, червоних китиць на чорній спідниці. Це водночас портрет і сценічний образ.
Нині ця екзотична іспанська квітка прикрашає колекцію музею д'Орсе, Париж.

## Портрети пензля Мане

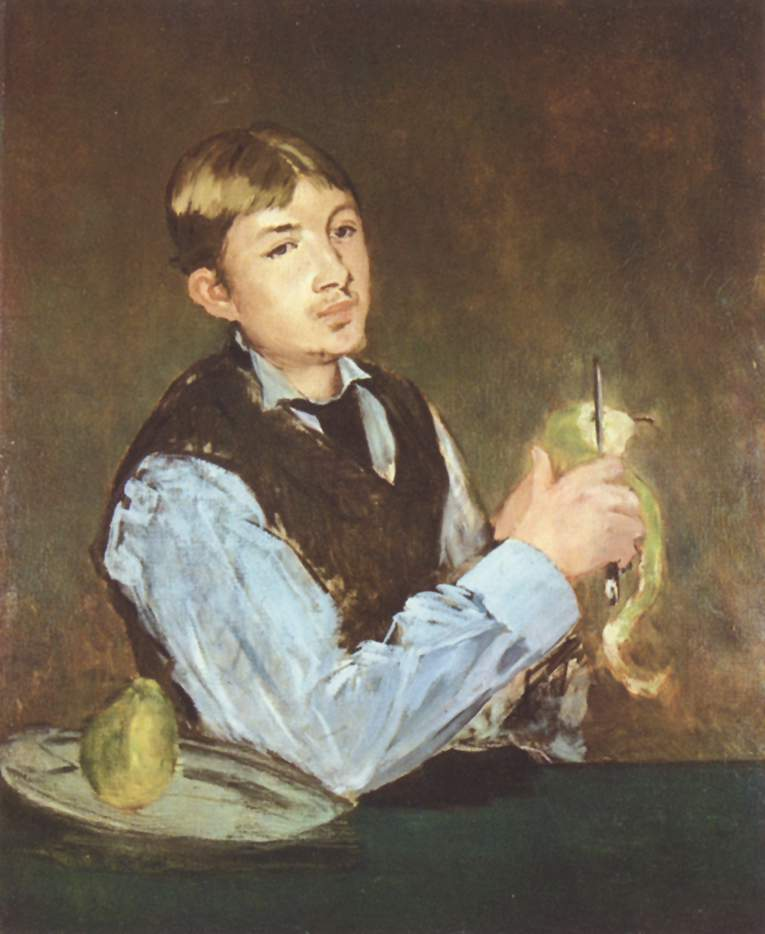
Портрет Леона Леєнхофа, 1868, Національний музей Швеції, Стокгольм
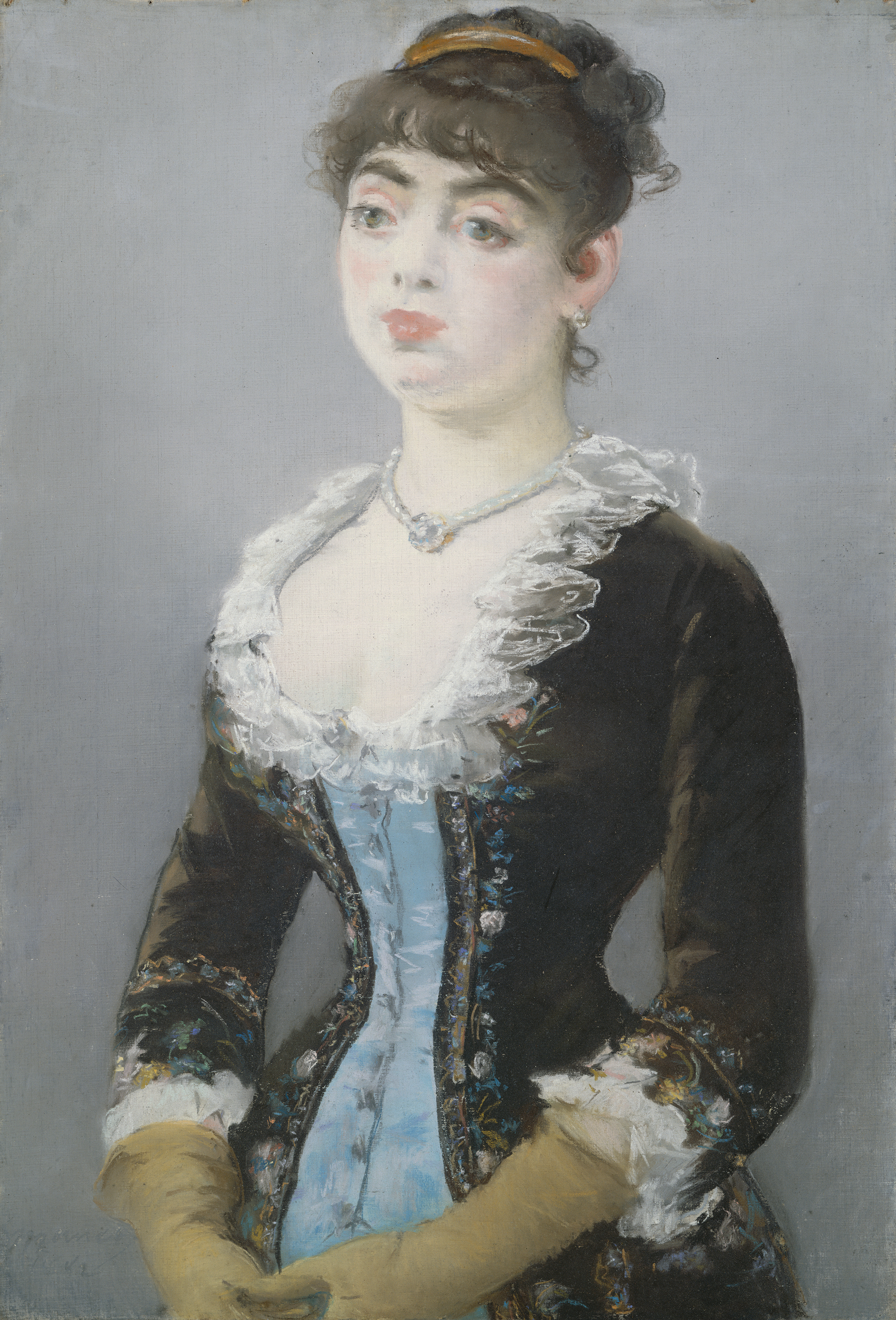
«Портрет мадам Леві», 1882, Національна галерея мистецтва, Вашингтон
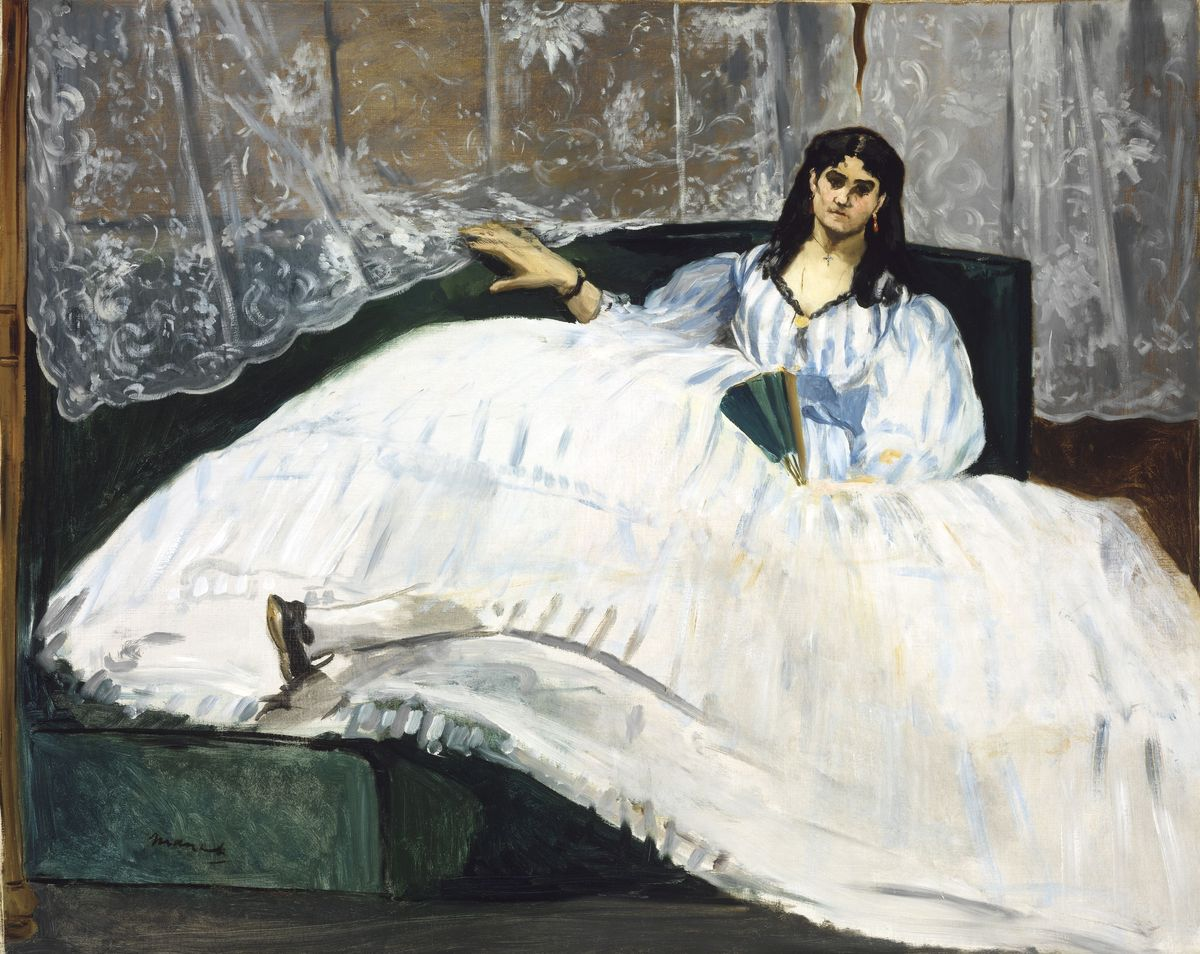
«Портрет хворої Жанни Дюваль», 1862, Музей образотворчих мистецтв (Будапешт)
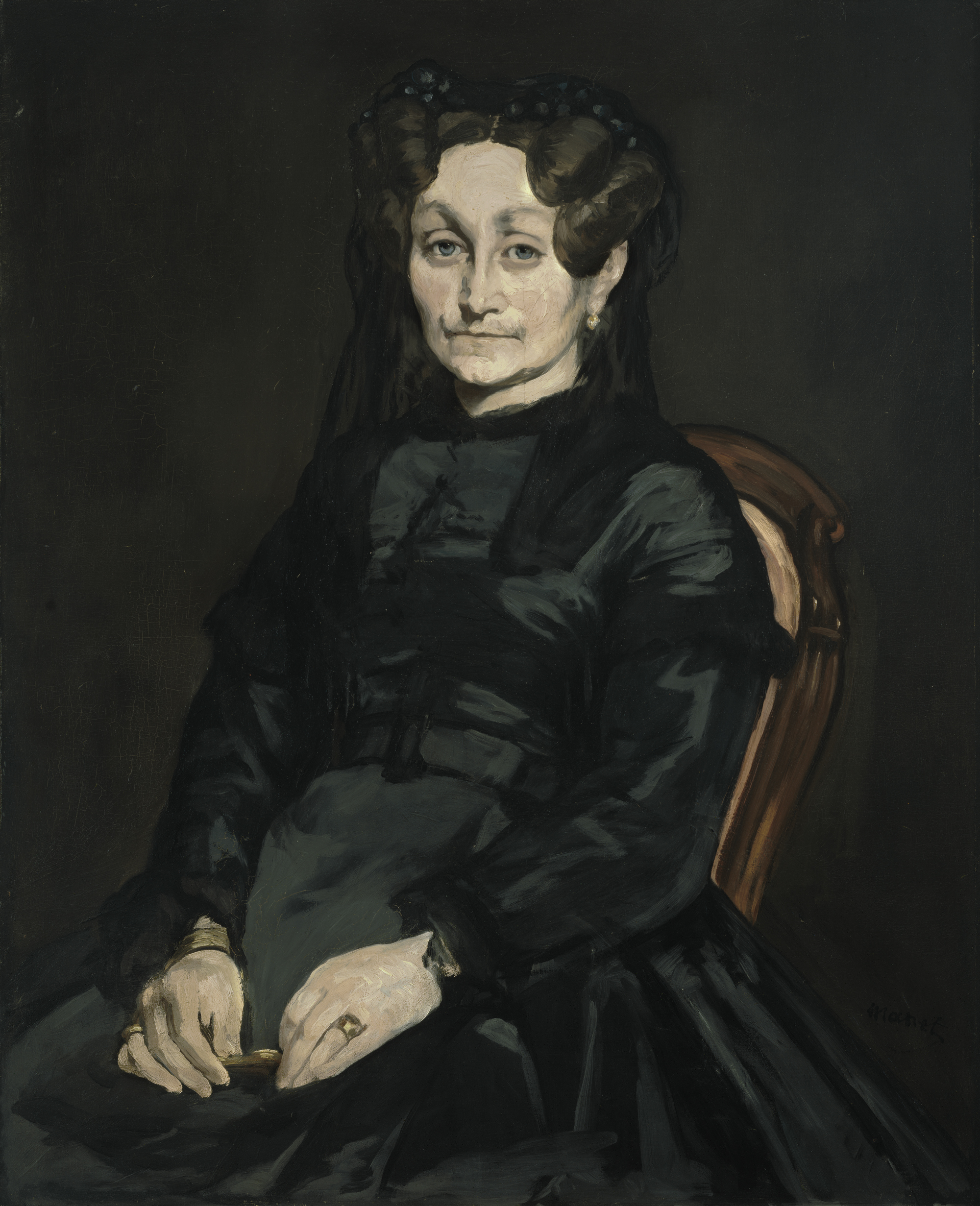
«Мадам Огюст Мане», ( мати художника у траурному вбранні), 1863, Музей Гарднер, Бостон
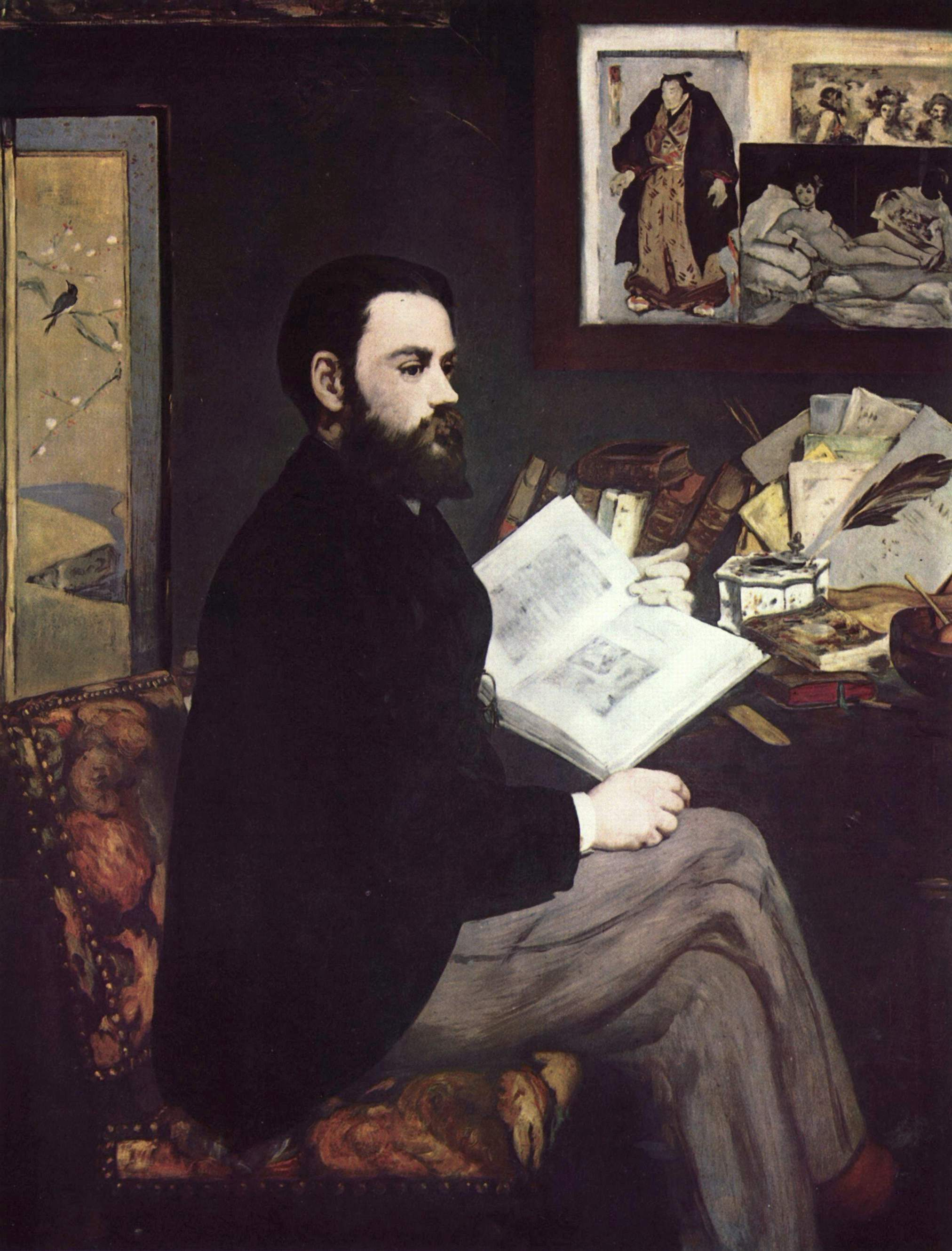
Портрет Еміля Золя, 1868, Музей д'Орсе, Париж
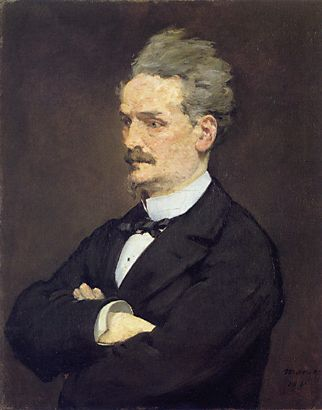
Портрет Анрі Рошфора, 1881, Гамбурзька картинна галерея
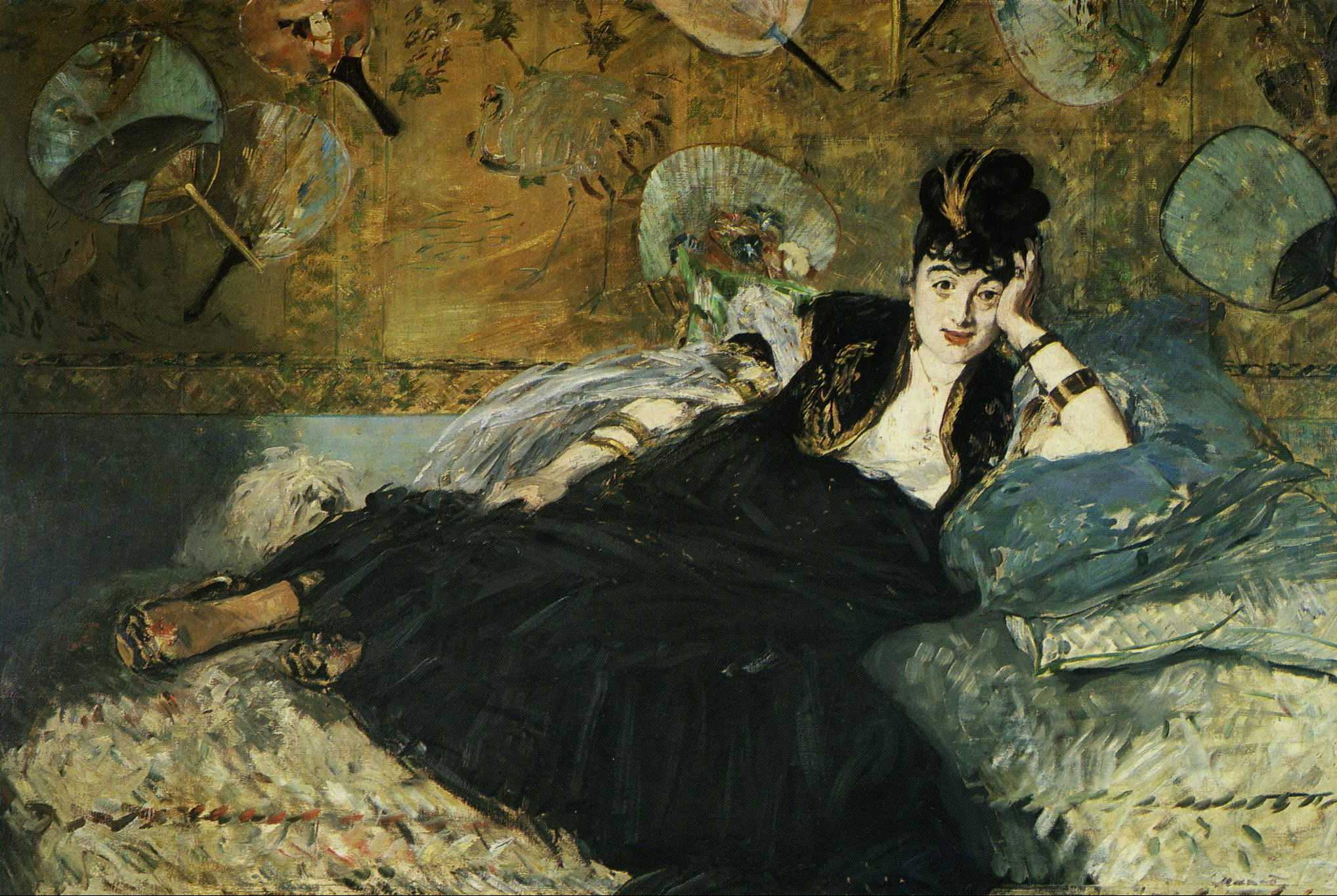
«Ніна де Каллі», 1873, Музей д'Орсе, Париж
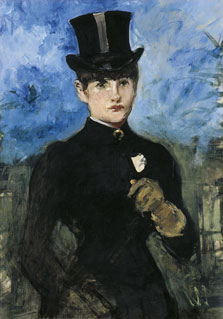
«Вершниця», бл. 1882 р. Музей Тиссена-Борнемісса

## Мане і «Гурток аквафортистів»
Мане було 30 років, його картини не купували, а він вимушено жив на гроші своїх батьків. Складні стосунки з батьком, який не схвалював ані художній фах сина, ані його позашлюбний і довготривалий зв'язок з Леоною Ленгофф, дуже пригнічували митця. Лише смерть батька дозволила Едуару успадкувати гроші забезпеченої родини і одружитися з коханою жінкою.
Аби якось популяризувати свої картини, він і звернувся до створення офортів. З серпня 1862 року його приятелі художники Альфонс Легро і Фелікс Бракмон заснували в Парижі «Гурток аквафортистів». Мане звернувся до призабутої техніки і створив офорти за мотивами своїх творів («Цигани», «Хлопчик з собакою», «Вікторина Меран в костюмі еспади», «Лола з Валенсії», «Прихильник абсенту») і творів Веласкеса. У 1862 році було створено 13 офортів. Малюнки Мане виявились значно цікавішими за його офорти, серед них і «Портрет пані Гійєме», що потрапить в петербурзький Ермітаж лише в 1938 році. Але після друку офортів популярність Мане підвищилася. Сприяла цьому і стаття про майстрів-аквафортистів, надрукована поетом Шарлем Бодлером (1821—1867).

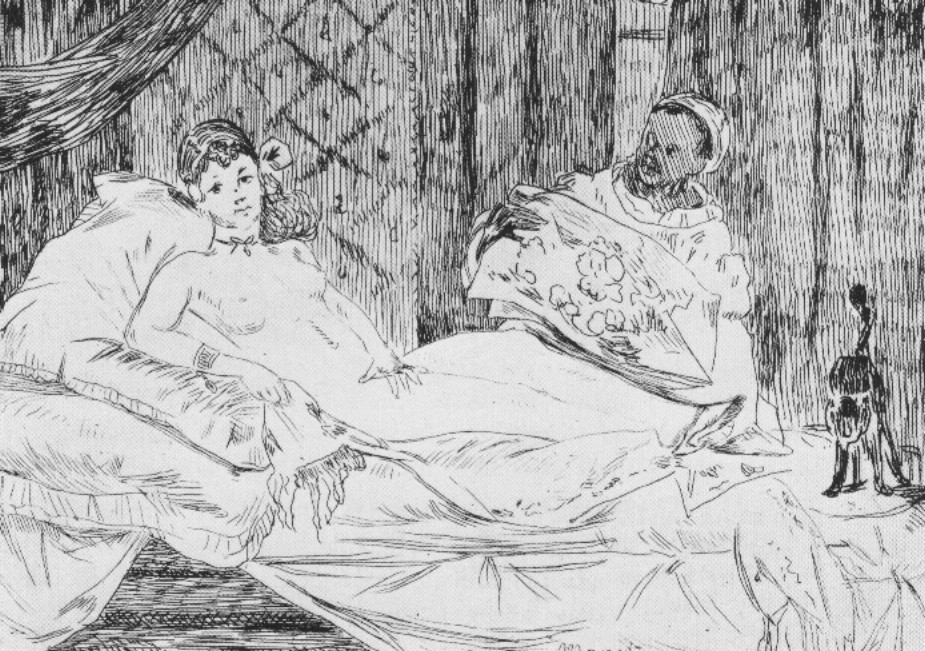
Е. Мане. «Олімпія», варіант в офорті, 1867, Нью-Йоркська публічна бібліотека
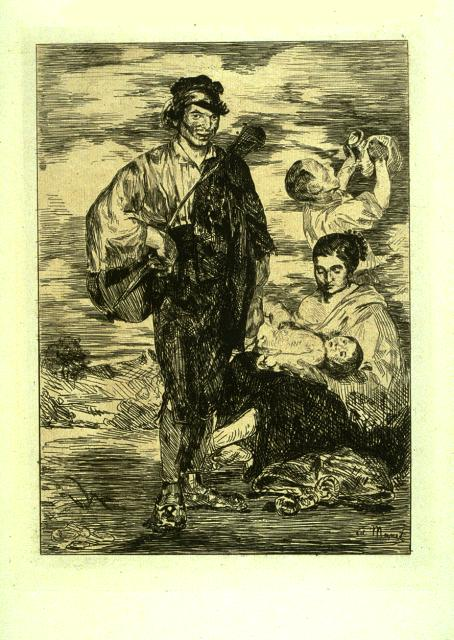
(офорти Мане), «Цигани Іспанії», 1862, Художній музей Мічиганського університету, Енн-Арбор
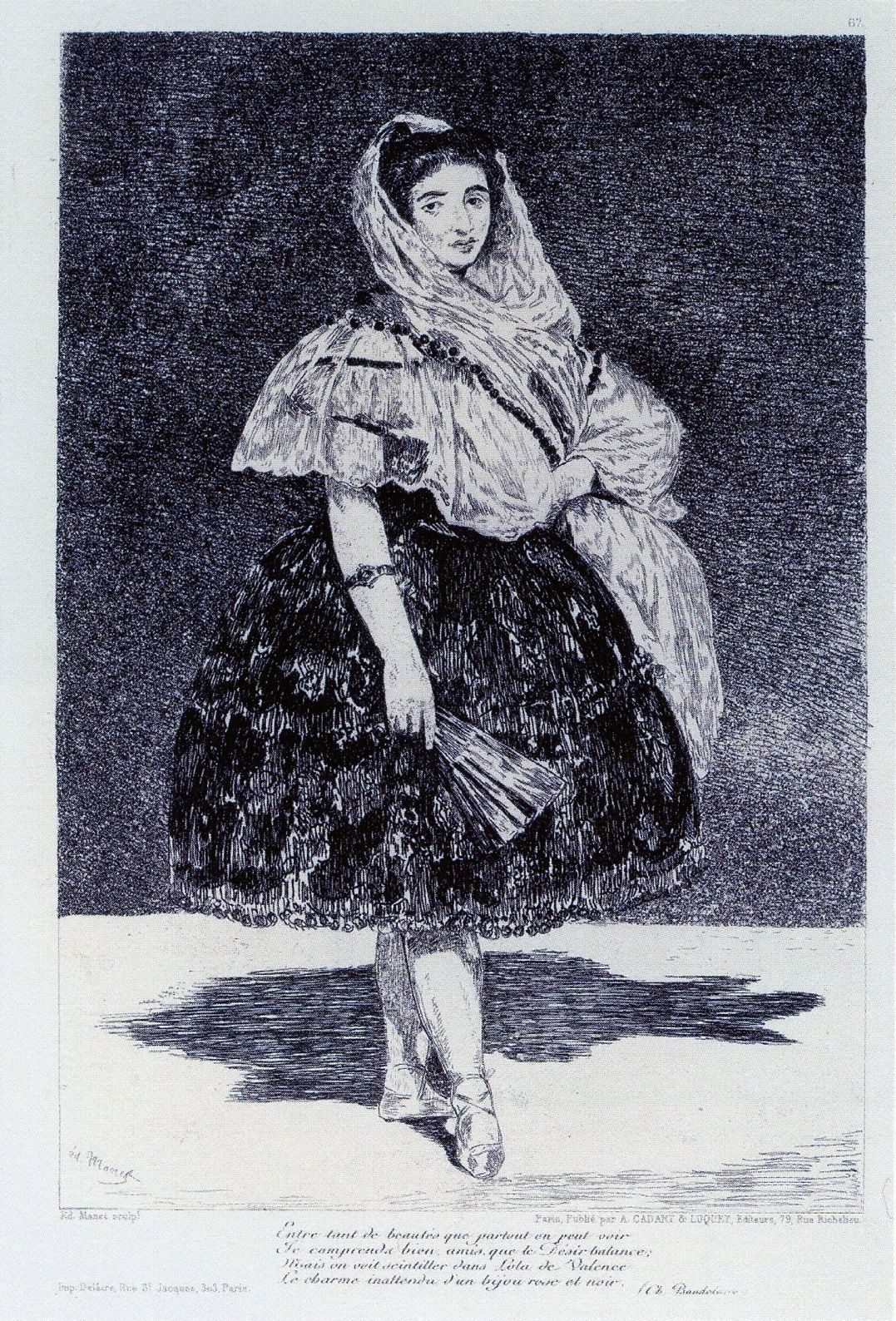
(офорти Мане), «Лола з Валенсії», 1863, Національна бібліотека Франції, Париж
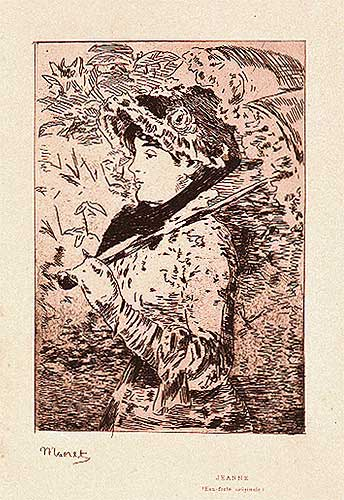
(офорти Мане), «Жанна» («Весна»), Музей мистецтв Ріо-Гранде-ду-Сул, Порту-Алегрі
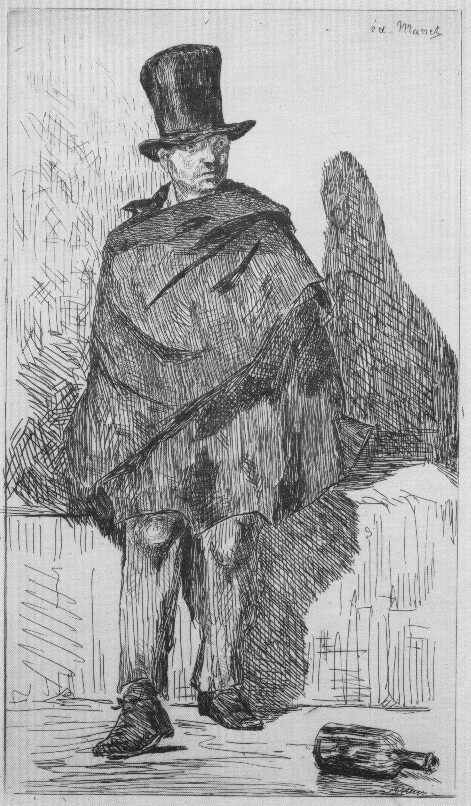
(офорти Мане), «Прихильник абсенту», Національна галерея мистецтва, Вашингтон

## Мане у зображенні сучасників

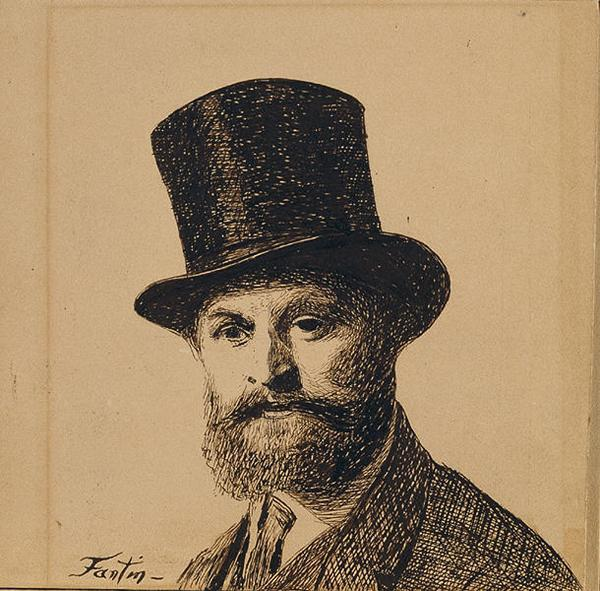
Анрі Фантен-Латур. «Едуар Мане», малюнок, Далласький музей мистецтв
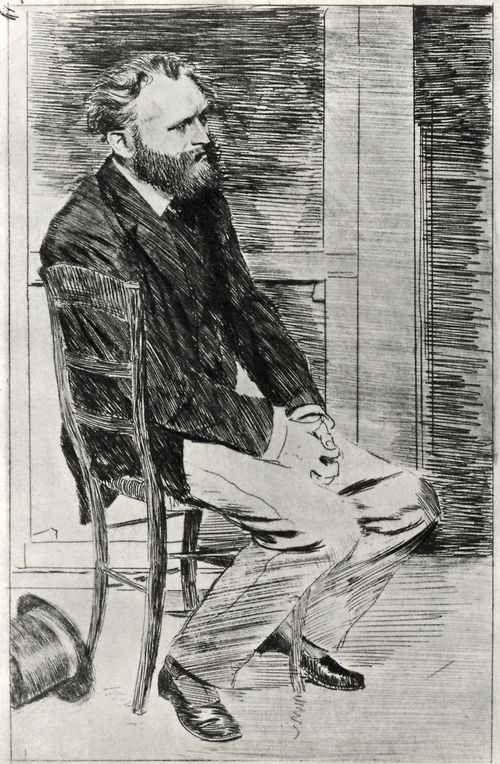
Офорт Едгара Дега, портрет художника Едуарда Мане
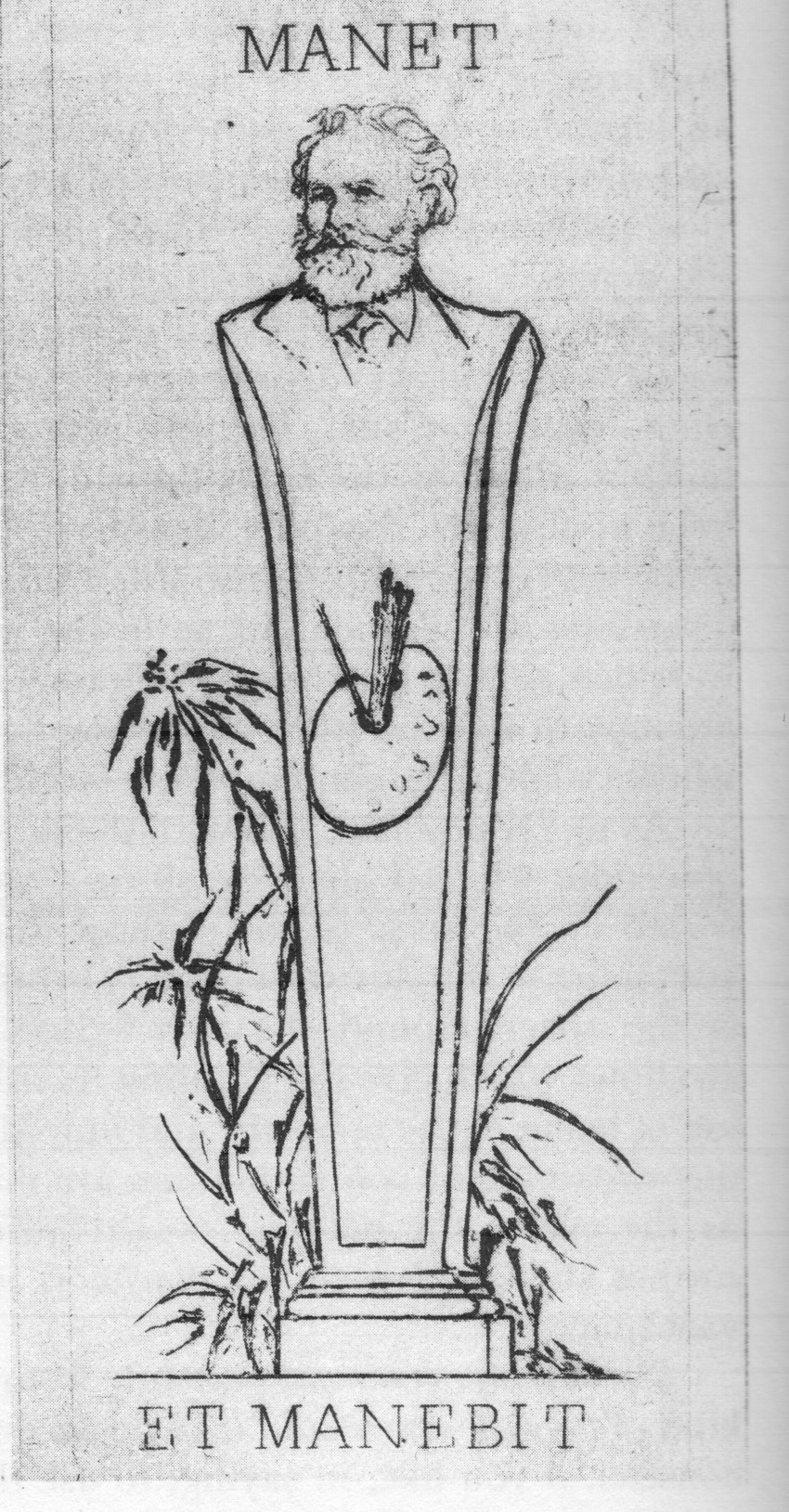
Худ. Фелікс Бракмон (Bracquemond), екслібрис для бібліотеки Едуарда Мане, гравюра
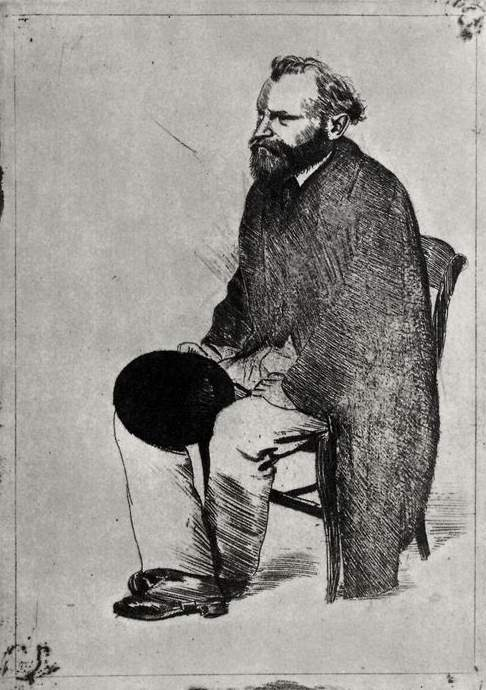
Дега, ще один офорт з портретом Мане
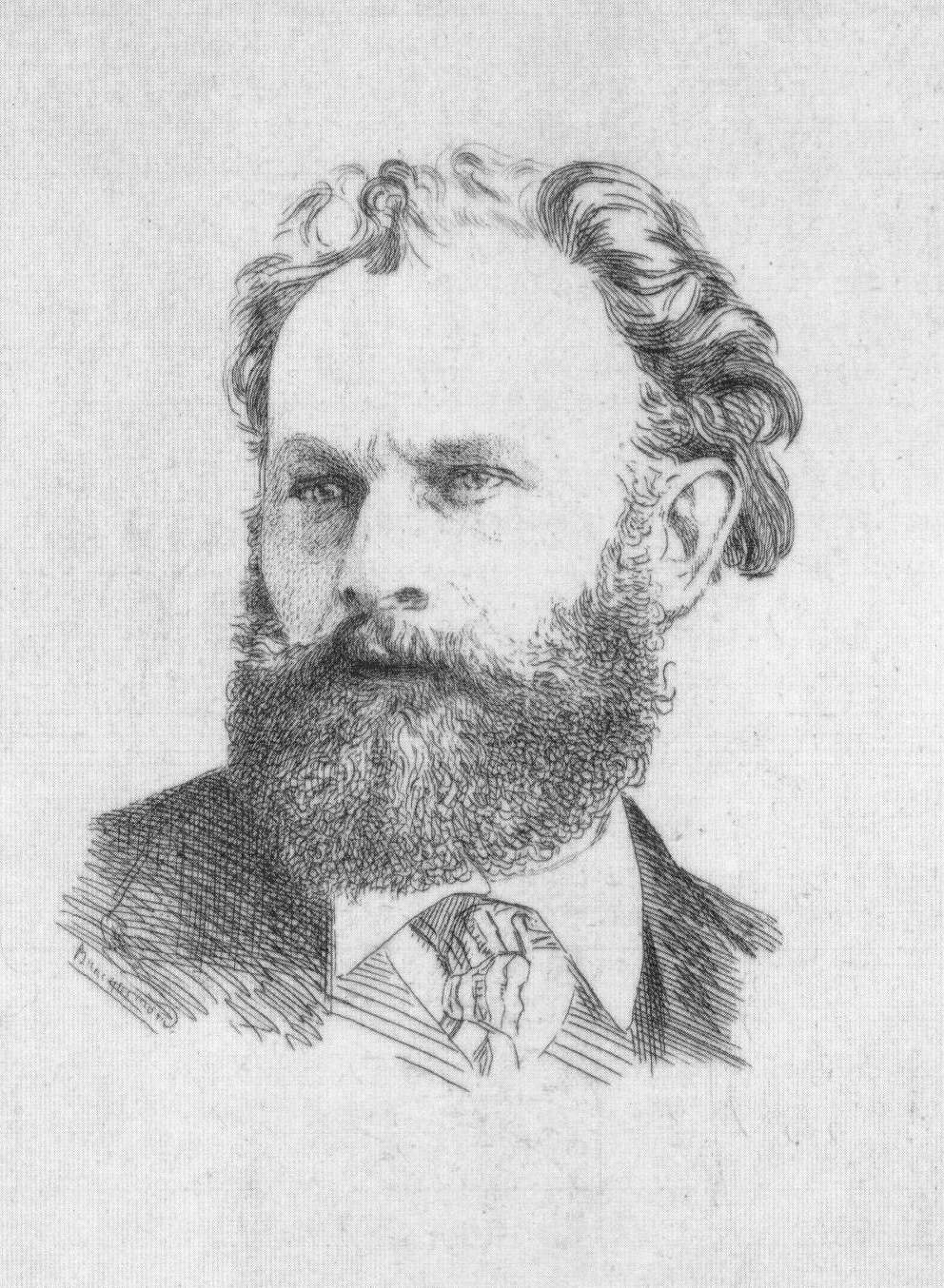
Фелікс Бракмон. Портрет Е. Мане, гравюра

## Натюрморти Едуара Мане
Перлинами живопису вважають натюрморти Едуара Мане, який формально не входив до кола імпресіоністів. Він добре відчував фактуру і красу простих речей, овочів, фруктів, особливо квітів. До того ж, малювання квітів виявило його колористичні здібності у повній мірі, більш, ніж у жанрових композиціях.
Їх короткий перелік:
- «Білі півонії», 1865, Музей д'Орсе.
- «Натюрморт з квітами», 1880, приватна збірка.
- «Троянди та бузок», 1883, Нью-Йорк, приватна збірка.
- «Натюрморт з лососем», 1869, музей Шелбурн, штат Вермонт, США.
- «Букет», 1883, Берлін.

«Натюрморт з лососем», 1866-1869 рр., музей Шелбурн, Вермонт, США
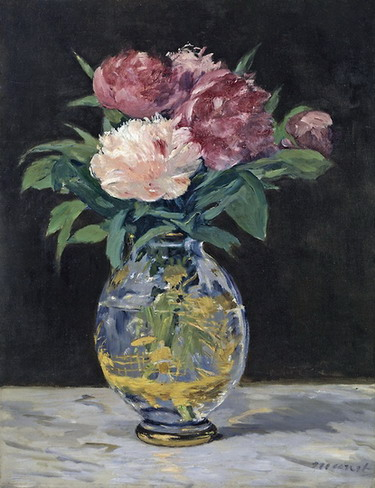
«Півонії на мармуровій стільниці», 1882
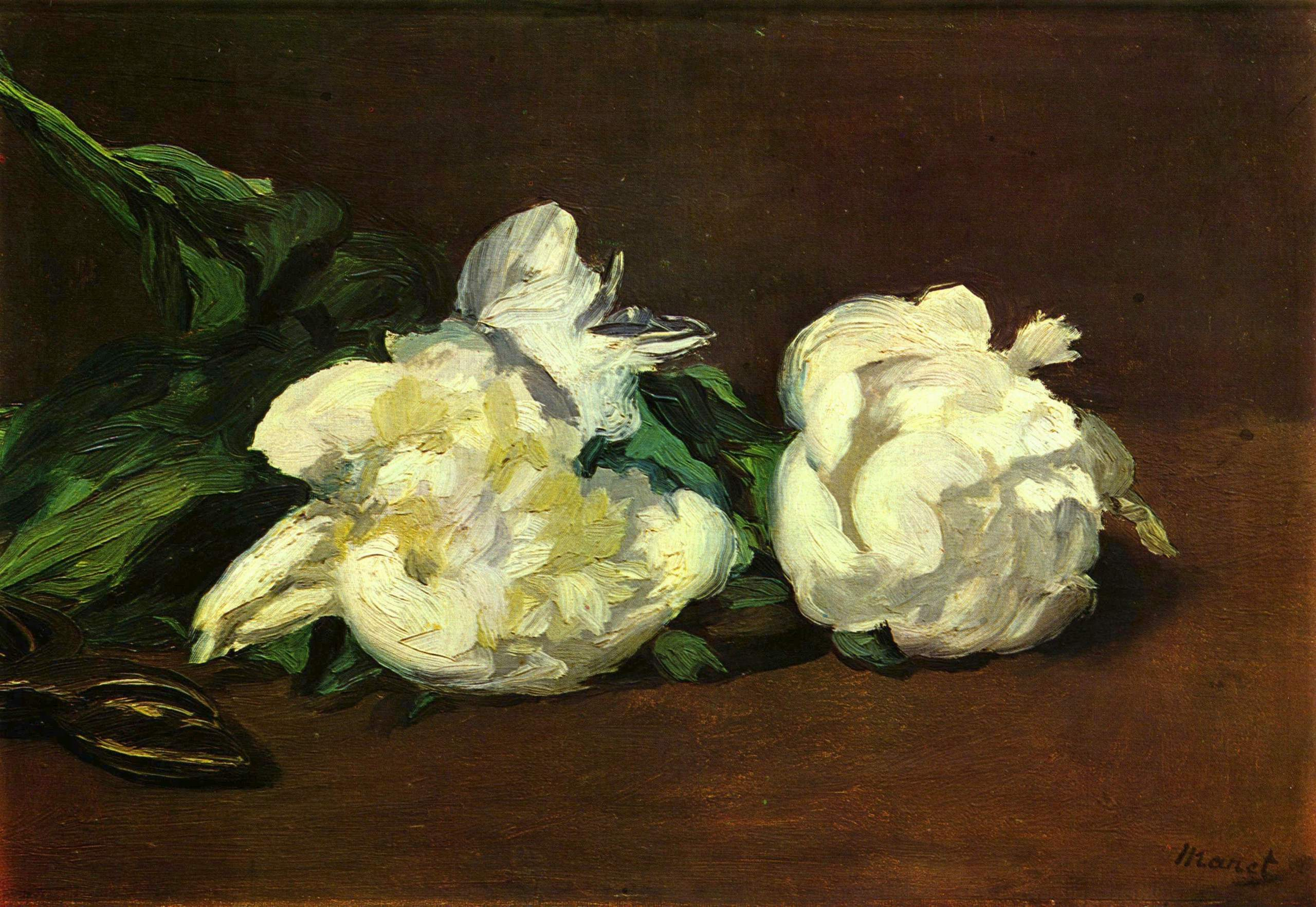
«Білі півонії», 1864, Музей д'Орсе
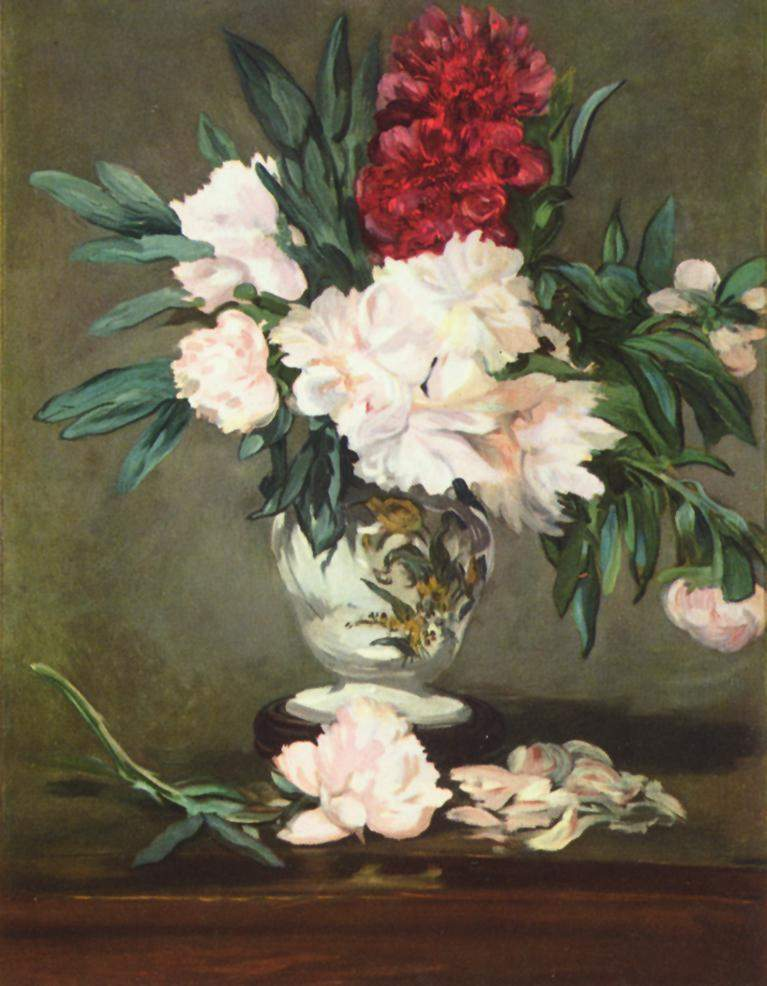
«Ваза з півоніями», 1864-1865, музей д'Орсе
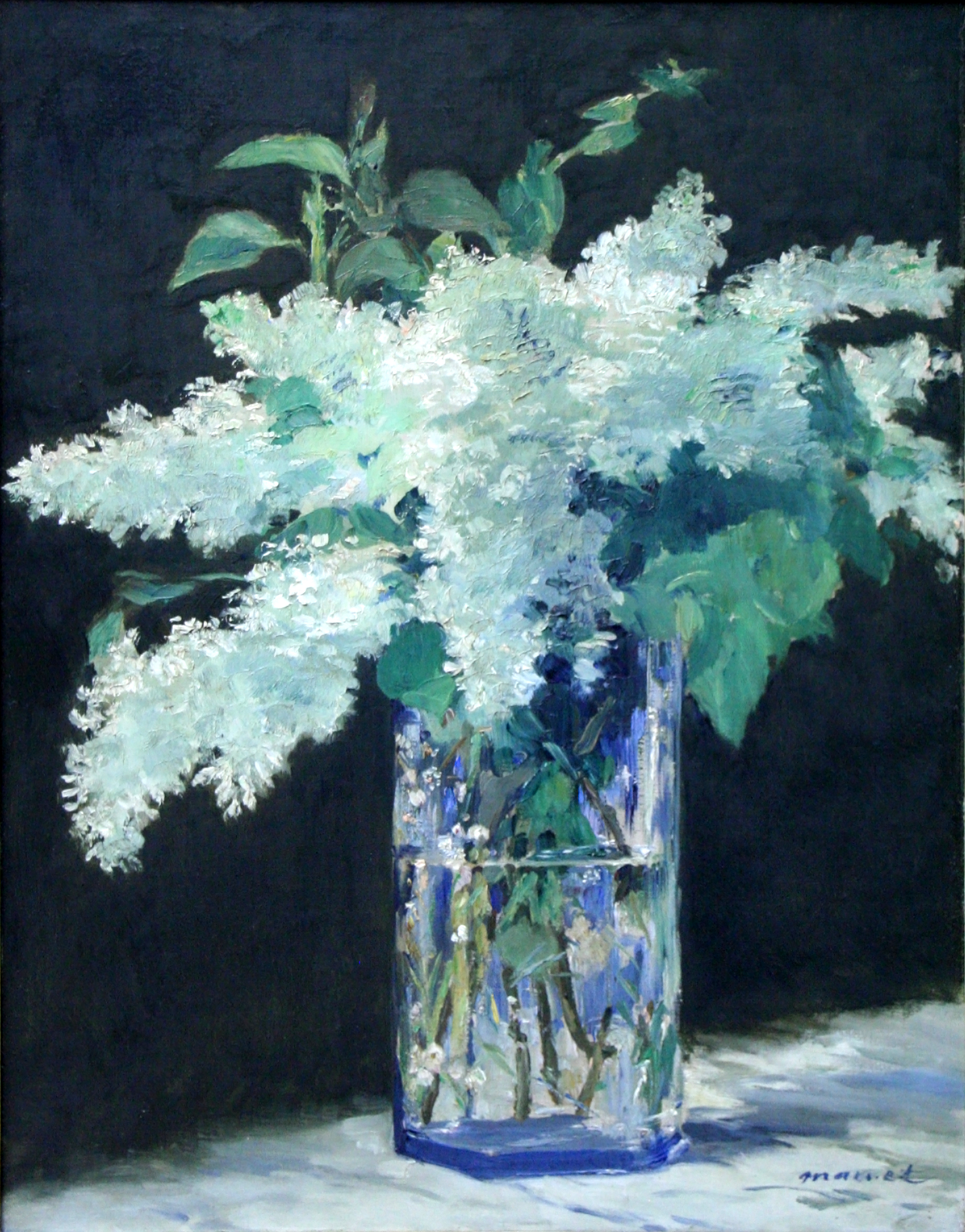
«Натюрморт», 1883, Стара національна галерея, Берлін.

## Особисте та публічне життя
Едуар гостро відчував свою самотність і невизнаність. Найгіршим було невизнання в родині батьків. Батько, Огюст Мане дотримувався консервативних уявлень про порядність, шляхетність і доцільність поведінки сина. Батько Мане не схвалював фаховий вибір сина, художник для нього не був гідним уваги й пошани мсьє. Батько скупо давав гроші на утримання сина, а Мане страждав від фінансової залежності в дорослому віці. Саме батько став на заваді, коли син надумав одружитися з Леоною Леєнхоф, а шлюб з нею вважав небажаним і непотрібним для їх родини мезальянсом. Нестримний в почуттях Едуар Мане став батьком позашлюбної дитини, а через спротив Огюста не міг визнати свого батьківства.
Лише після смерті Огюста в 1863 році Едуар бере шлюб з коханою жінкою і стає фінансово незалежним як законний спадкоємець.
Не краще було і з офіційним визнанням. Едуар Мане зазнав 20 років приниження і образ від критиків, ЗМІ та суспільства. Мане публічно ганьбили словами «кровопивця», «революціонер», «червоне (криваве) чудовисько». Едуар зазнав значної самотності в паризькому натовпі.

## Остання велика картина

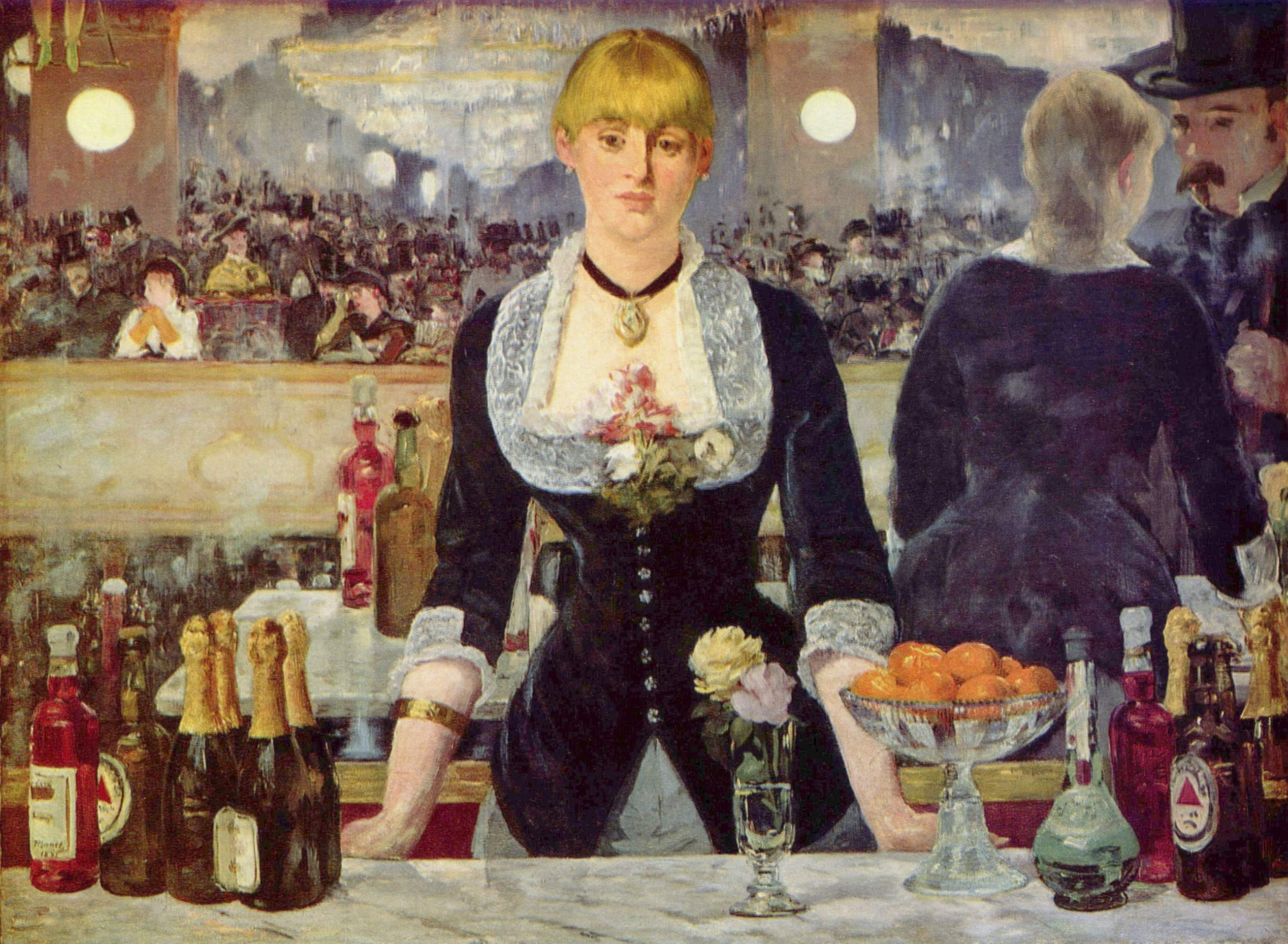
Бар «Фолі-Бержер», 1882, Інститут Курто, Лондон

Тяжко хворий на той час художник малював картину прямо в барі «Фолі-Бержер», тобто з натури. Він лише висвітлив фарби і зробив Сюзон (головну персону картини) більш русявою. Про це залишили записи свідки, сучасники сеансів художника. Ось свідоцтво колеги Едуара, художника Жанньо: «Коли я повернувся в січні 1882, мій перший візит був до Мане. Він якраз малював „Бар Фолі-Бержер“. Модель — красива дівчина — позувала, стоячи біля прилавку, уставленому пляшками і кришталем. Він одразу впізнав мене… Я узяв стілець…, і почав дивитися, як він працює. Мане, хоча й малював свої картини з натури, зовсім не відтворював модель документально точно. Я одразу побачив його сміливі спрощення. Все було полегшено, тон був світлішим, фарби — яскравішими, валери — більш легкими. Все це робило гармонійно світлий і ніжний ансамбль. Прийшли інші відвідувачі, і Мане покинув малювати, важко перебравшись на диван праворуч біля стіни. Тільки тепер я побачив, як посилилась його хвороба. Він перебрався на диван повільно, важко спираючись на палицю, і весь тремтів. Але його настрій був бадьорим, і він навіть казав про швидке одужання».
Через рік художник помер.

## Країни світу, де зберігають твори Мане

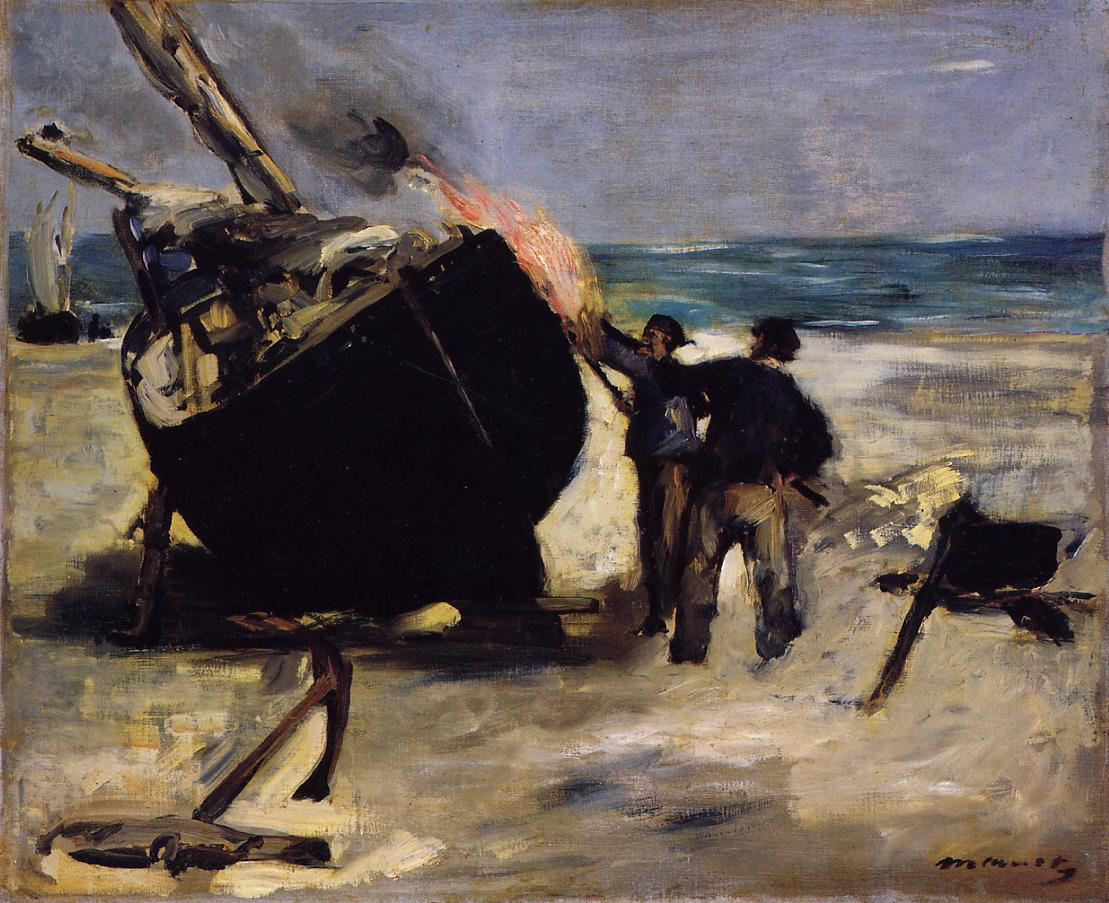
Едуар Мане. «Смолять боки рибальського човна», 1873, Фонд Барнса, Філадельфія

- Австралія
- Аргентина
- Бразилія
- Велика Британія
- Данія
- Німеччина
- Норвегія
- Португалія
- Росія
- США
- Угорщина
- Швейцарія

## Галерея

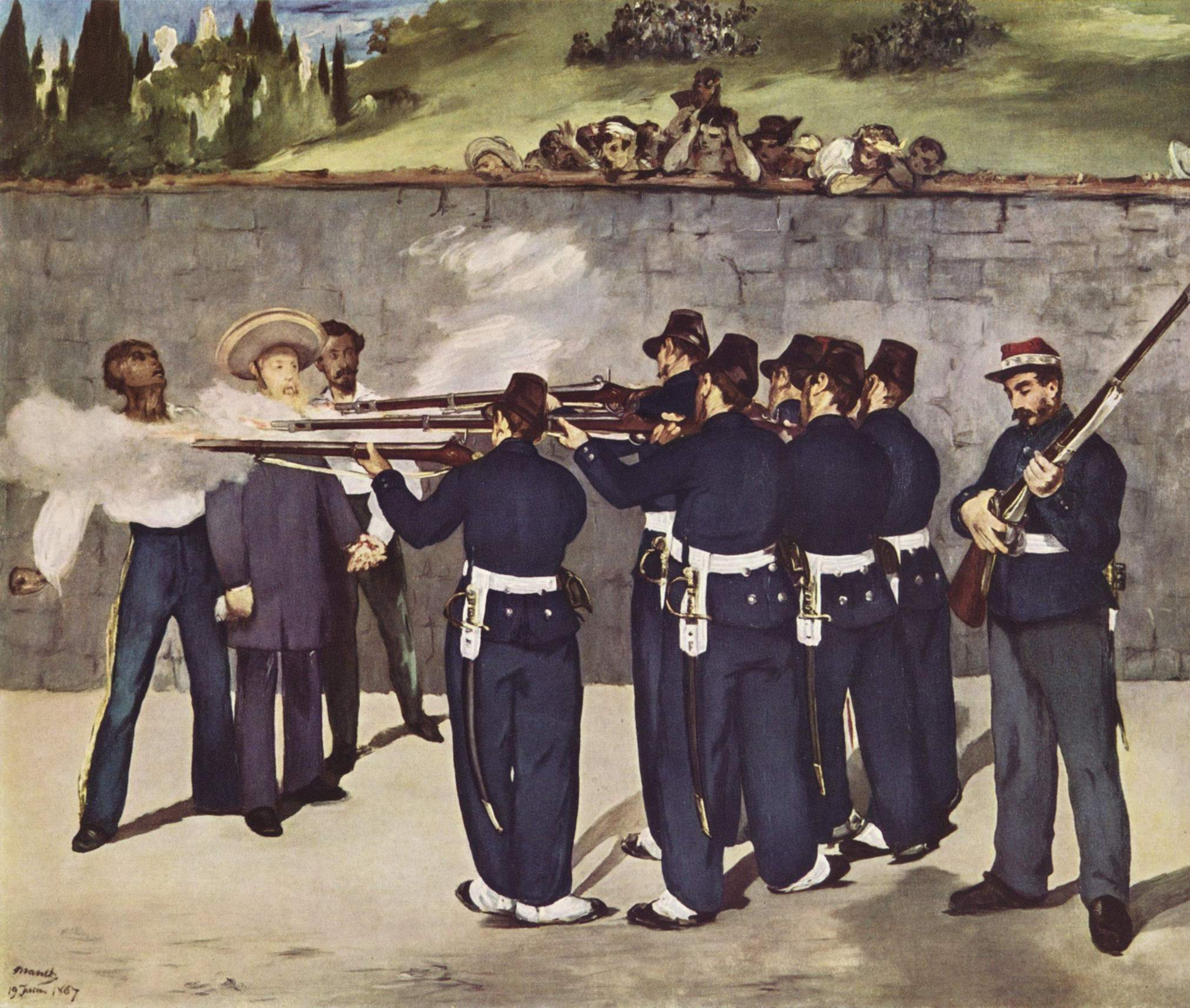
Розстріл імператора Мексики Максиміліана, 1867, Кунстхалле, Мангейм
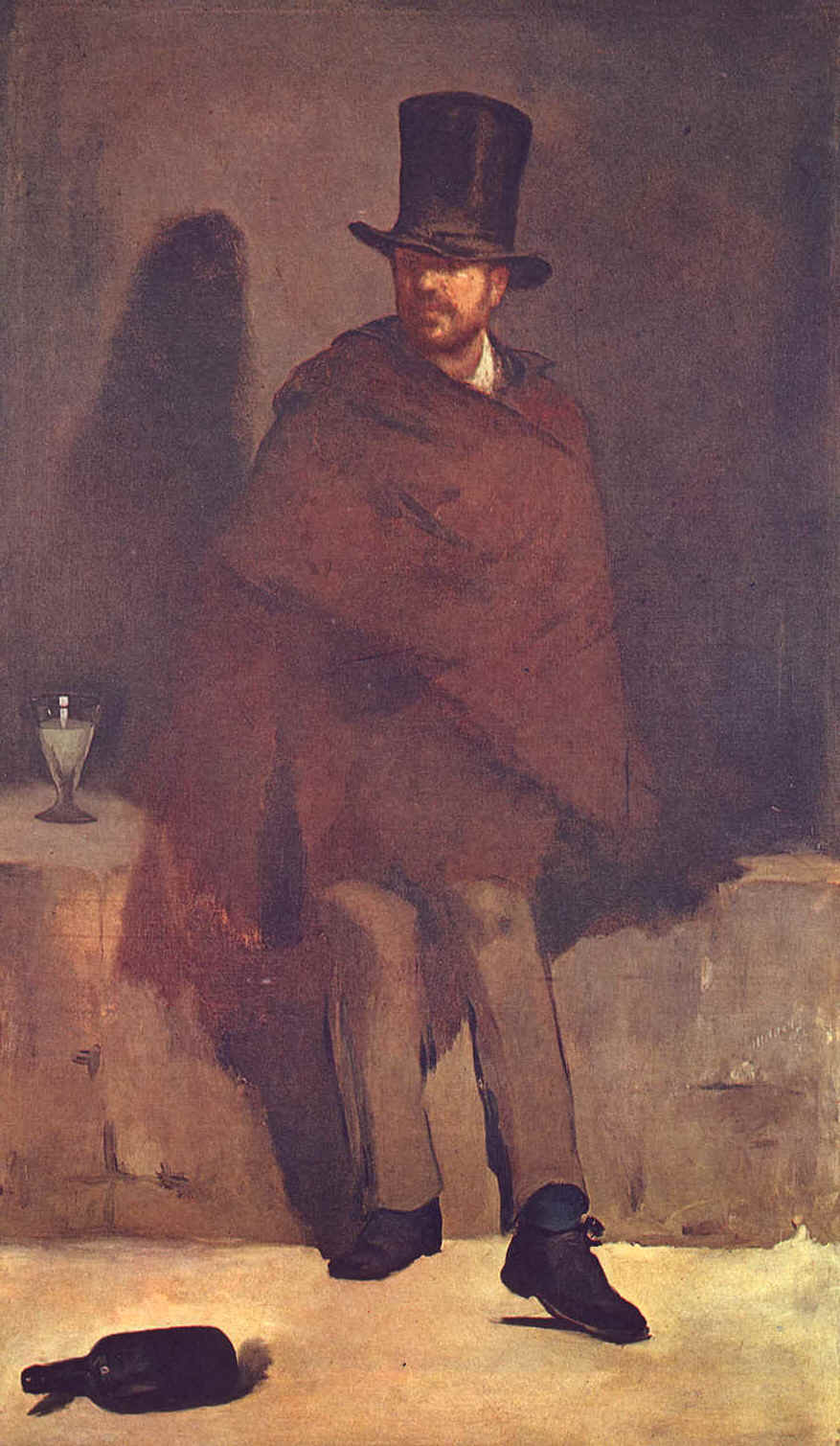
«Любитель абсента», 1858-1859, Нова гліптотека Карлсберга
Мадам Мане (Сюзанна Леенхоф) на блакитному дивані, Лувр, Париж
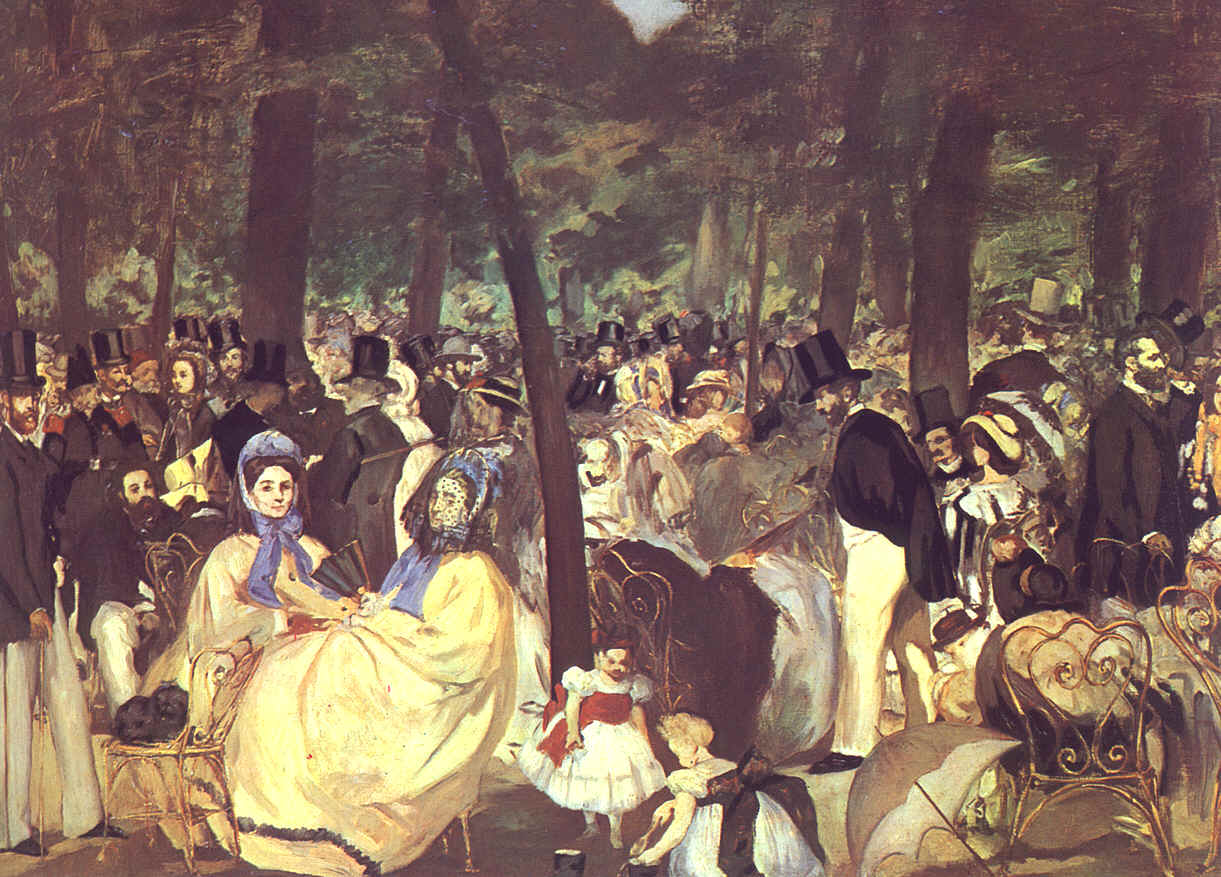
«Музика в Тюїльрі», 1862, Національна галерея, Лондон
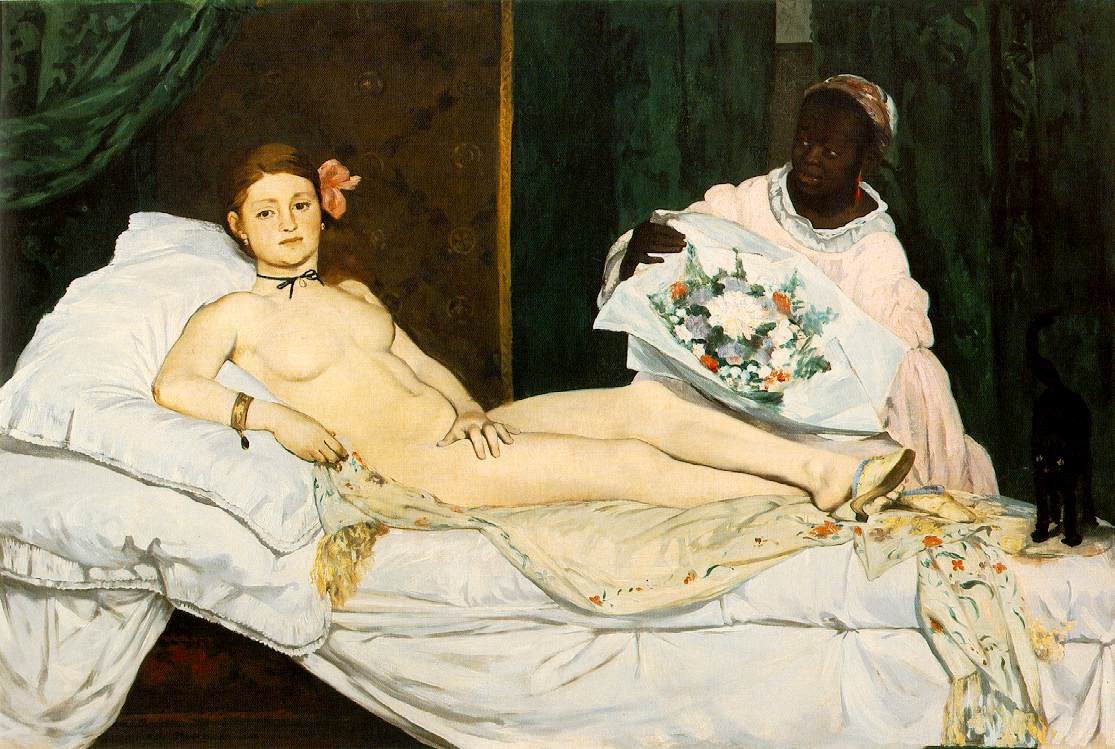
«Олімпія», 1863, Музей Орсе, Париж
Іспанський гітарист, 1860. Музей Метрополітен, Нью-Йорк
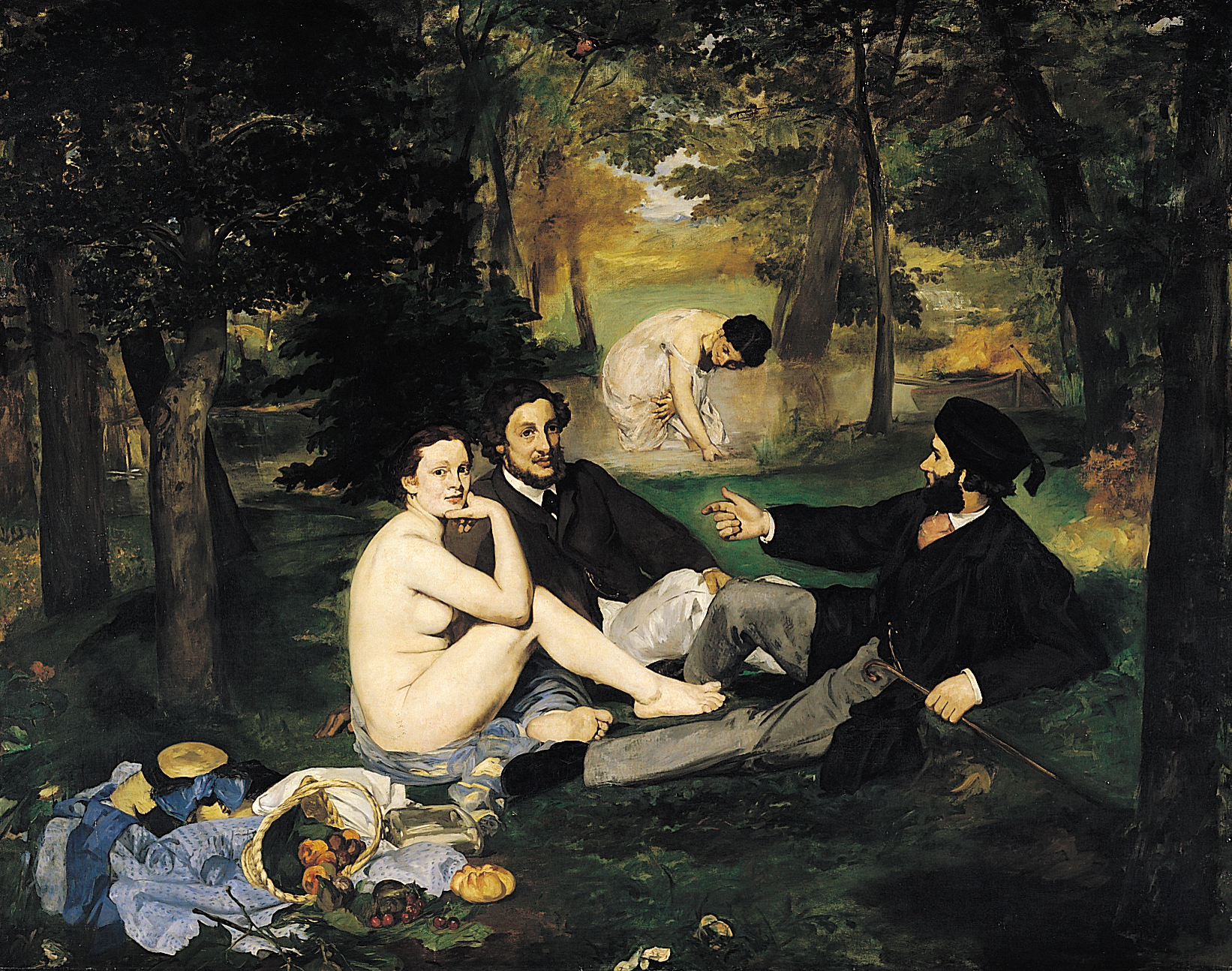
Сніданок на траві (1863)
[[Вокзал Сен Лазар або «Залізниця»]] (1872—1873)
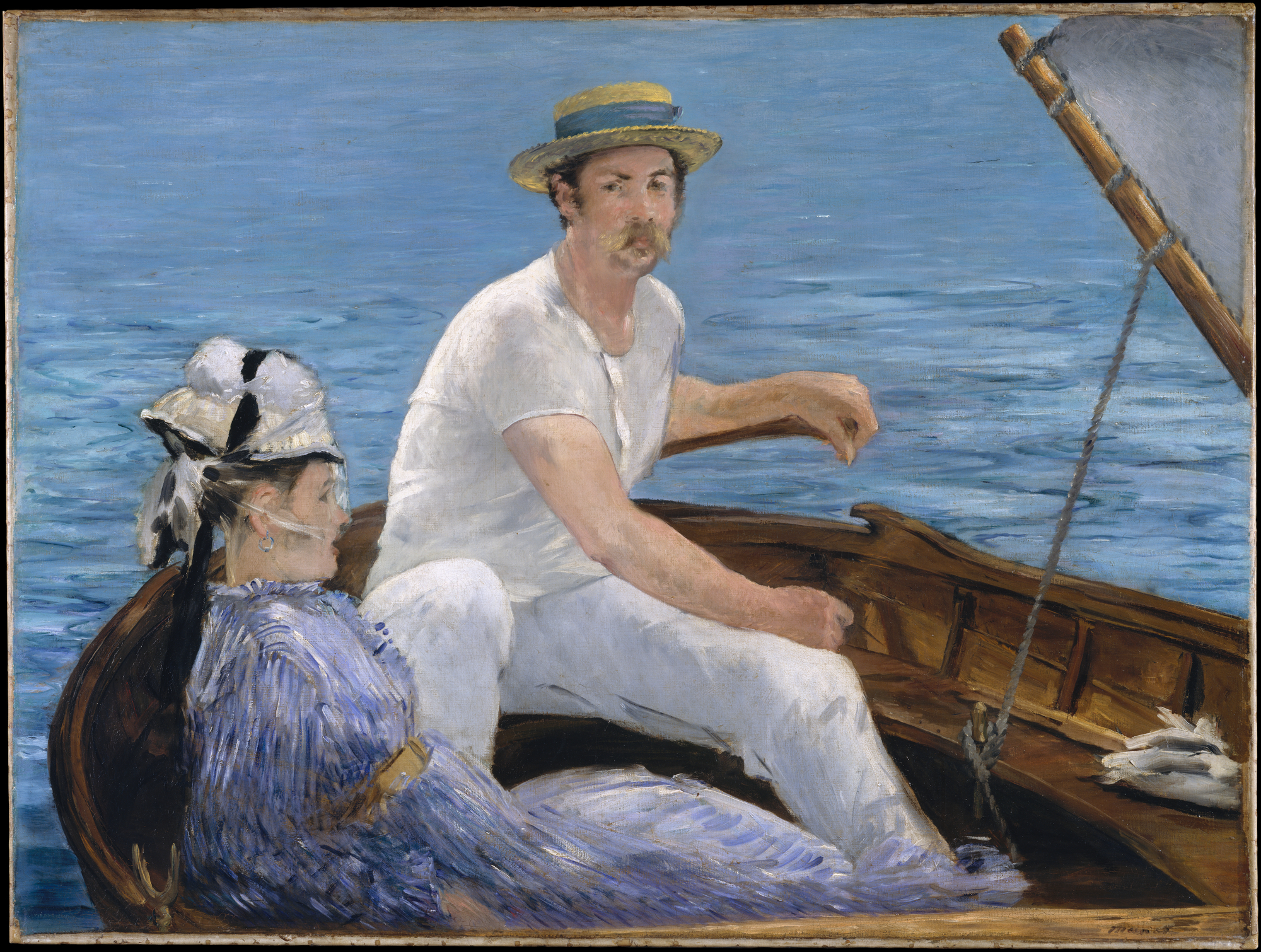
У човні (1874)
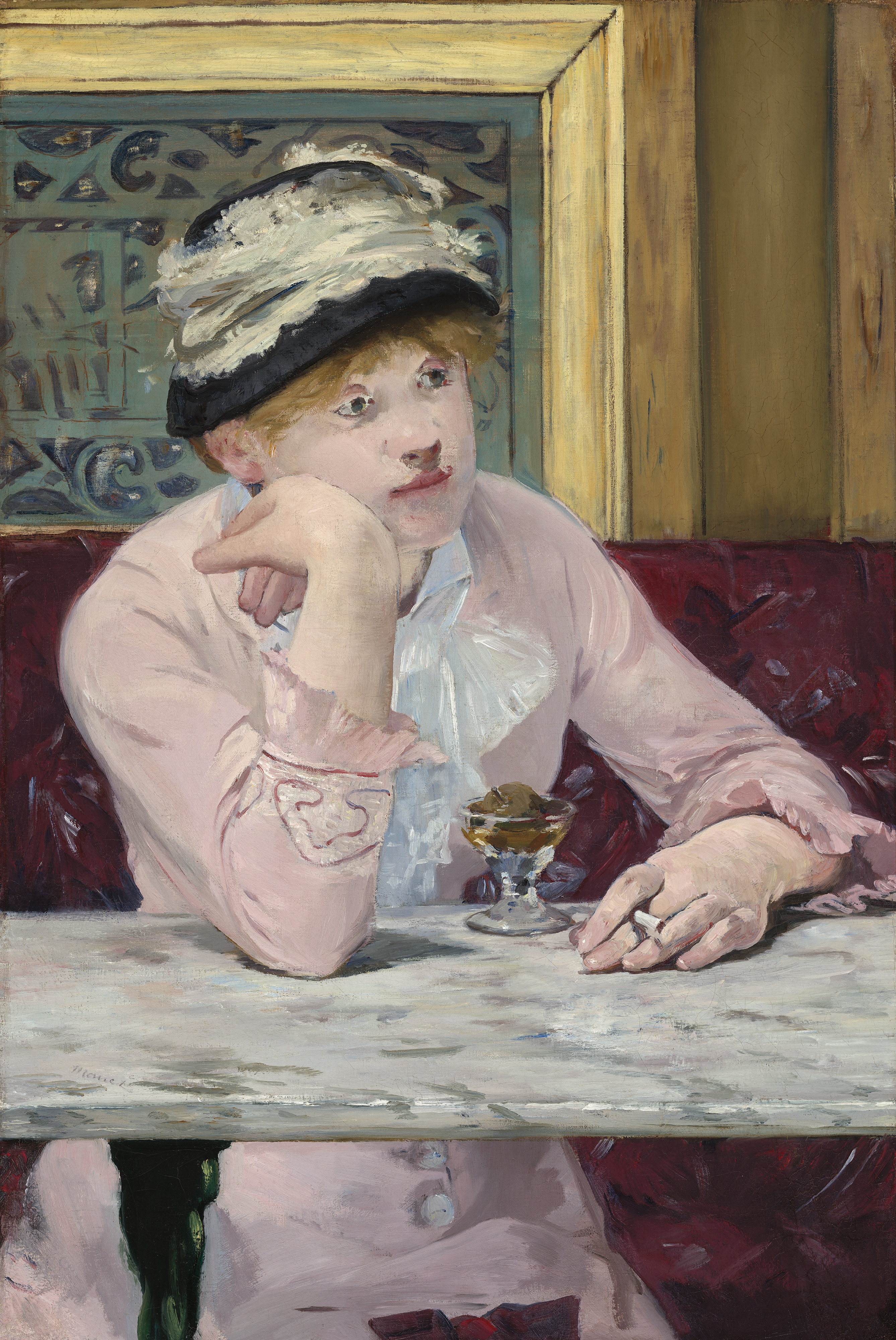
Сливовиця (1877)
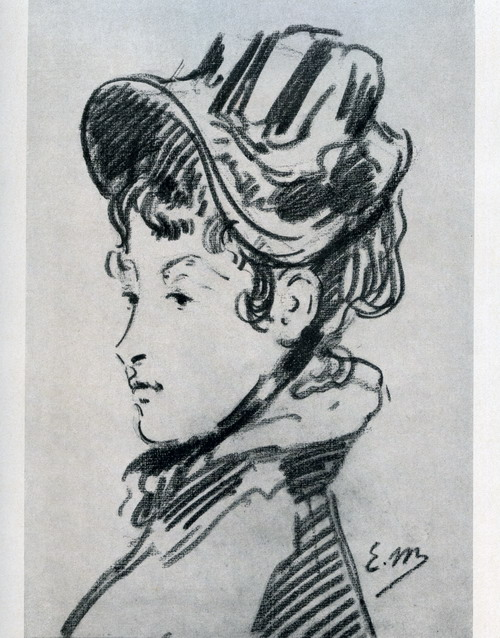
Портрет пані Гійєме (1880)
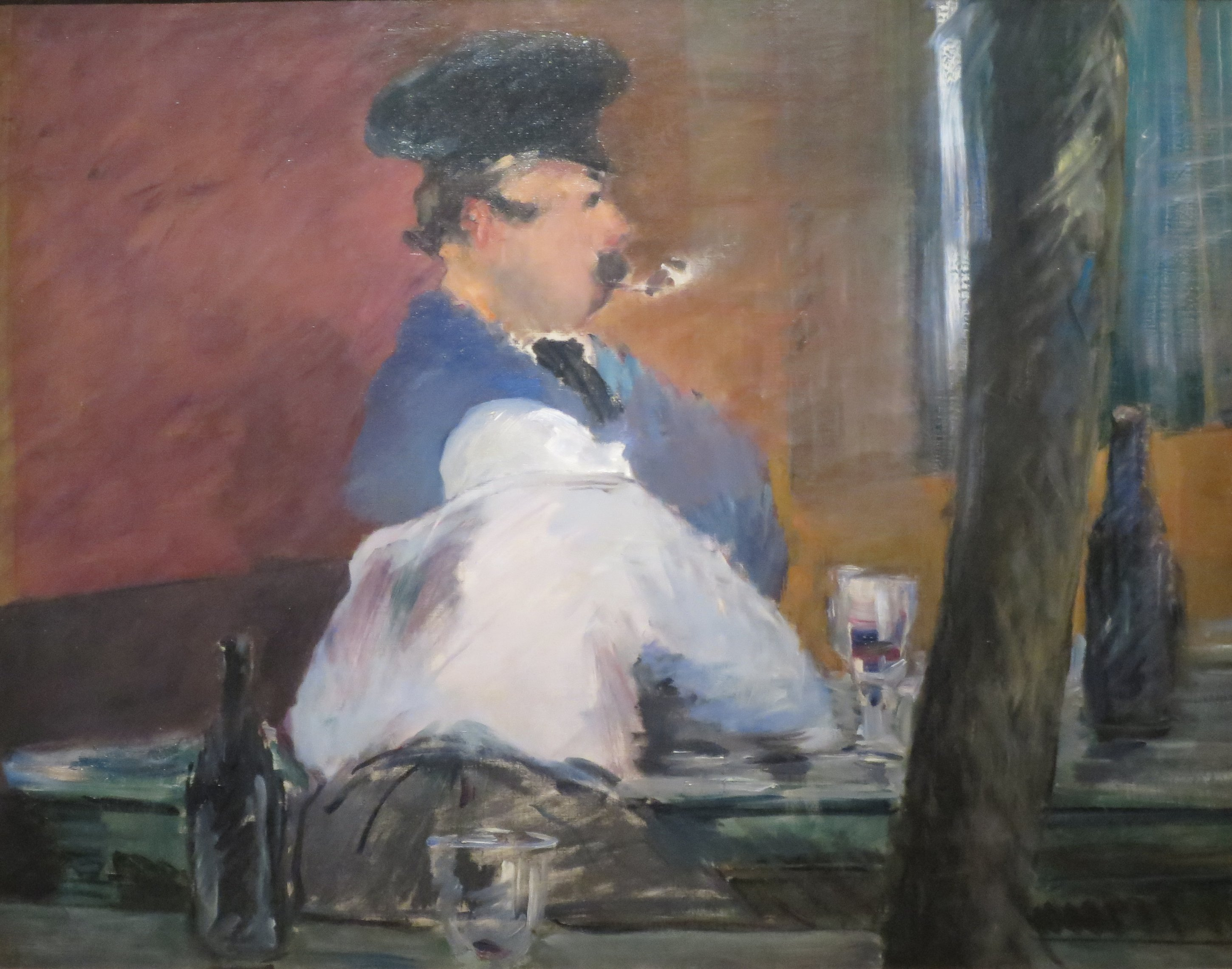
Кабачок, 1878-1879, Державний музей образотворчих мистецтв імені О. С. Пушкіна
Портрет Антонена Пруста, 1877-1880, Державний музей образотворчих мистецтв імені О. С. Пушкіна
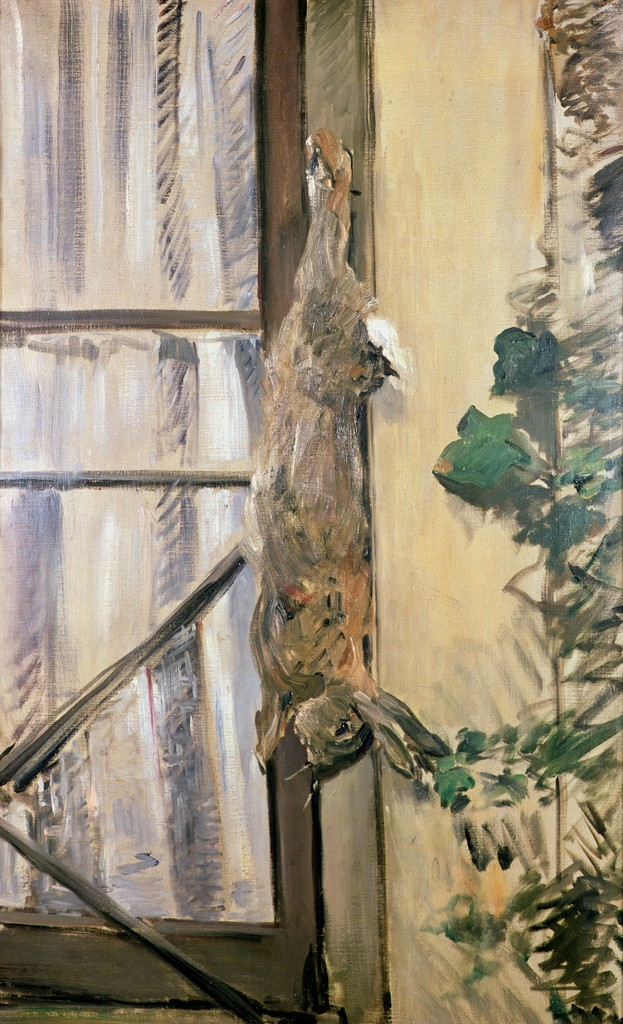
Кролик (1881)
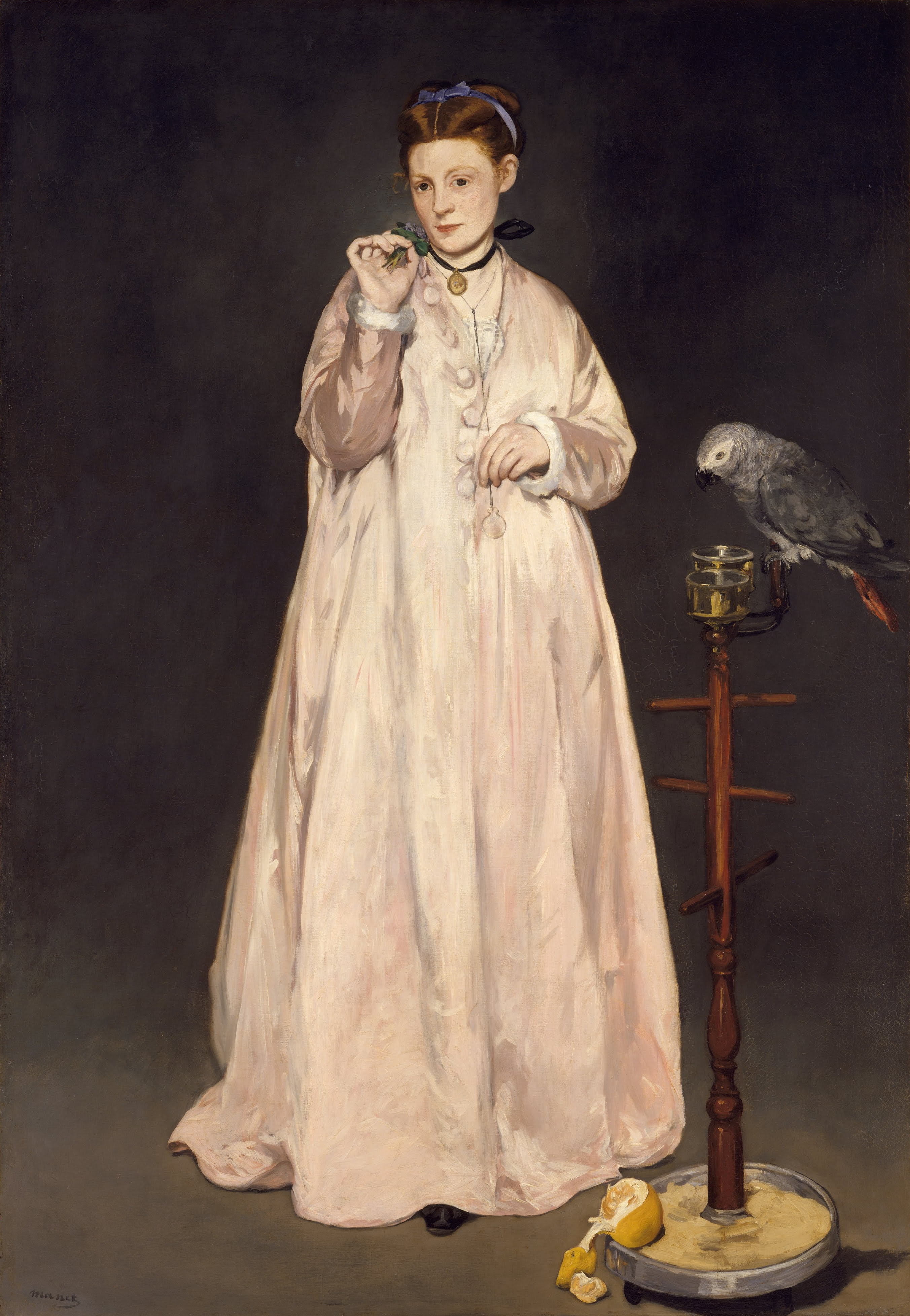
Молода леді у 1866 році

## Див. також

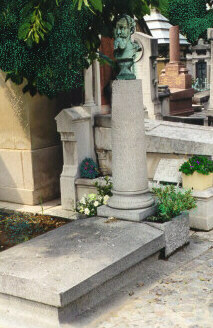
Надгробок художника

## Вшанування пам'яті
11984 Мане — астероїд, названий на честь художника.